# Goniasteridae
Goniasteridae là một họ sao biển lớn nhất nằm trong bộ Valvatida. Hầu hết các loài của chi này sống ở những vùng nước sâu, tuy nhiên một số loài thuộc họ này thì có nhiều màu và sống ở những vùng nước nông.

## Mô tả
Các loài thuộc họ này thì có kích thước trung bình. Các loài này thì đa phần đều có 5 cánh, ngắn, hình tam giác bao quanh cái "đĩa" ở giữa; Cái đĩa này thì có hình ngũ giác hoặc là hình cận ngũ giác. Bao quanh nó là nhiều hạt nhỏ, còn được gọi là "hạt sao". Mặt của nó thì đối miệng, có nhiều cấu trúc gai nhỏ giống paxillae. Chân kìm nhỏ của nó thì thường mở bằng mảnh vỏ.
Những điểm chung của các loài trong họ này là đều có paxilae, các hạt nhỏ, răng, gai hoặc hình hình dáng và kích thước của cái đĩa bên mép.

## Phân bố và môi trường sống
Chúng chủ yếu sinh sống ở những vùng nước sâu của thềm lục địa (nhưng một bộ phận của họ này thì sống ở những vùng nước nông) ở khắp nơi trên thế giới. Đa dạng nhất là ở vùng Ấn Độ Dương-Thái Bình Dương.

## Danh sách các chi
Hiện tại, chúng ta đã biết rằng có khoảng 260 loài nằm trong 70 chi, do vậy, họ này là họ đa dạng nhầt của loài sao biển trong trường hợp phân nửa chi của họ này chỉ bao gồm 1 loài. Trong một cuộc sửa đổi vào năm 2017, người ta đã chuyển các loài thuộc họ Ophidiasteridae vào phân họ Ferdininae.
Trong cơ sở dữ liệu sinh vật biển, họ này bao gồm các chi:
- Chi Anthenoides Perrier, 1881 -- 10 loài
- Chi Apollonaster Halpern, 1970 -- 2 loài
- Chi Astroceramus Fisher, 1906 -- 9 loài
- Chi Astropatricia McKnight, 2006 -- 1 loài
- Chi Astrothauma Fisher, 1913 -- 1 loài
- Chi Atelorias Fisher, 1911 -- 1 loài
- Chi Bathyceramaster Mah, 2016 -- 2 loài
- Chi Calliaster Gray, 1840 -- 12 loài
- Chi Calliderma Gray, 1847 -- 1 loài
- Chi Ceramaster Verrill, 1899 -- 18 loài
- Chi Chitonaster Sladen, 1889 -- 4 loài
- Chi Circeaster Koehler, 1909 -- 9 loài
- Chi Cladaster Verrill, 1899 -- 4 loài
- Chi Diplasiaster Halpern, 1970 -- 1 loài
- Chi Enigmaster McKnight & H.E.S. Clark, 1996 -- 1 loài
- Chi Eratosaster Mah, 2011 -- 1 loài
- Phân họ Ferdininae Mah 2017
  - Chi Bathyferdina Mah 2017 -- 1 loài
  - Chi Eosaster Mah, 2017 -- 1 loài
  - Chi Ferdina Gray, 1840 -- 3 loài
  - Chi Kanakaster Mah, 2017 -- 6 loài
  - Chi Neoferdina Livingstone, 1931 -- 12 loài
  - Chi Paraferdina James, 1973 -- 3 loài
- Chi Floriaster Downey, 1980 -- 1 loài
- Chi Fromia Gray, 1840 -- 16 loài
- Chi Gigantaster Döderlein, 1924 -- 1 loài
- Chi Glyphodiscus Fisher, 1917 -- 3 loài
- Chi Goniaster L. Agassiz, 1836 -- 1 loài
- Phân họ Hippasterinae
  - Chi Evoplosoma Fisher, 1906 -- 8 loài
  - Chi Gilbertaster Fisher, 1906 -- 2 loài
  - Chi Hippasteria Gray, 1840 -- 11 loài
  - Chi Sthenaster Mah, Nizinski & Lundsten, 2010 -- 1 loài
- Chi Iconaster Sladen, 1889 -- 4 loài
- Chi Johannaster Koehler, 1909 -- 1 loài
- Chi Kermitaster H.E.S. Clark, 2001 -- 1 loài
- Chi Lithosoma Fisher, 1911 -- 6 loài
- Chi Litonotaster Verrill, 1899 -- 4 loài
- Chi Lydiaster Koehler, 1909 -- 1 loài
- Chi Mabahissaster Macan, 1938 -- 1 loài
- Chi Mariaster A.H. Clark, 1916 -- 1 loài
- Chi Mediaster Stimpson, 1857 -- 17 loài
- Chi Milteliphaster Alcock, 1893 -- 2 loài
- Chi Nectria Gray, 1840 -- 8 loài
- Chi Neoferdina Livingstone, 1931 -- 6 loài
- Chi Notioceramus Fisher, 1940 -- 1 loài
- Chi Nymphaster Sladen, 1889 -- 16 loài
- Chi Ogmaster von Martens, 1865 -- 1 loài
- Chi Peltaster Verrill, 1899 -- 3 loài
- Phân họ Pentagonasterinae Perrier
  - Chi Akelbaster Mah, 2007 -- 1 loài
  - Chi Anchitosia Mah, 2007 -- 1 loài
  - Chi Eknomiaster HES Clark in HES Clark & D.G. McKnight, 2001 -- 2 loài
  - Chi Pawsonaster Mah, 2007 -- 1 loài
  - Chi Pentagonaster Gray, 1840 -- 5 loài
  - Chi Ryukuaster Mah, 2007 -- 1 loài
  - Chi Toraster A.M. Clark, 1952 -- 1 loài
  - Chi Tosia Gray, 1840 -- 3 loài
- Chi Pergamaster Koehler, 1920 -- 2 loài
- Chi Pillsburiaster Halpern, 1970 -- 7 loài
- Chi Plinthaster Verrill, 1899 -- 5 loài
- Chi Pontioceramus Fisher, 1911 -- 1 loài
- Chi Progoniaster Döderlein, 1924 -- 1 loài
- Chi Pseudoceramaster Jangoux, 1981 -- 2 loài
- Chi Pseudogoniodiscaster Livingstone, 1930 -- 1 loài
- Chi Rosaster Perrier, 1894 -- 11 loài
- Chi Sibogaster Döderlein, 1924 -- 2 loài
- Chi Siraster H.L. Clark, 1915 -- 1 loài
- Chi Sphaeriodiscus Fisher, 1910 -- 7 loài
- Chi Stellaster Gray, 1840 -- 7 loài
- Chi Stellasteropsis Dollfus, 1936 -- 3 loài
- Chi Styphlaster H.L. Clark, 1938 -- 1 loài
- Chi Tessellaster H.L. Clark, 1941 -- 1 loài

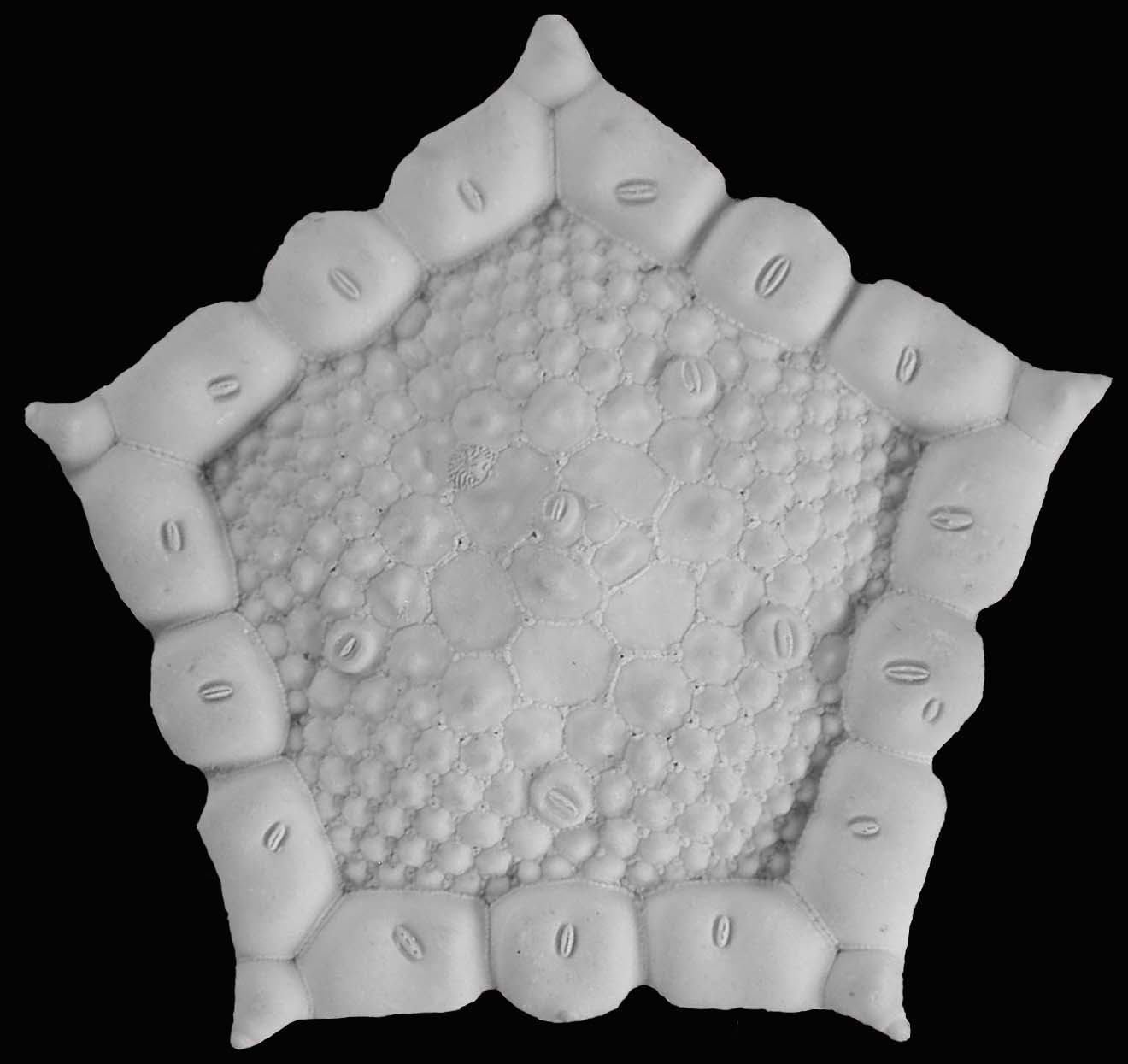
Akelbaster novaecaledoniae
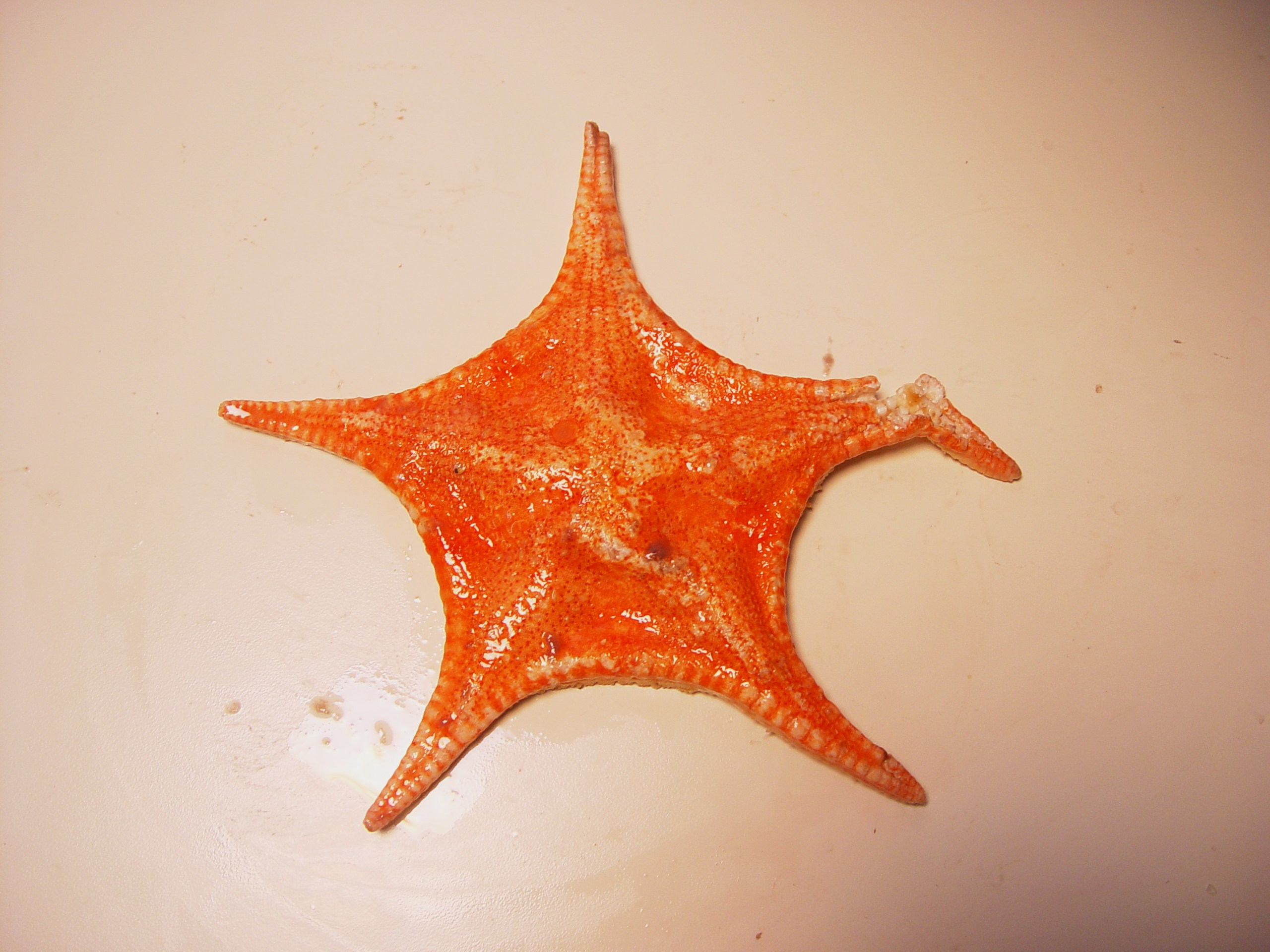
Anthenoides piercei
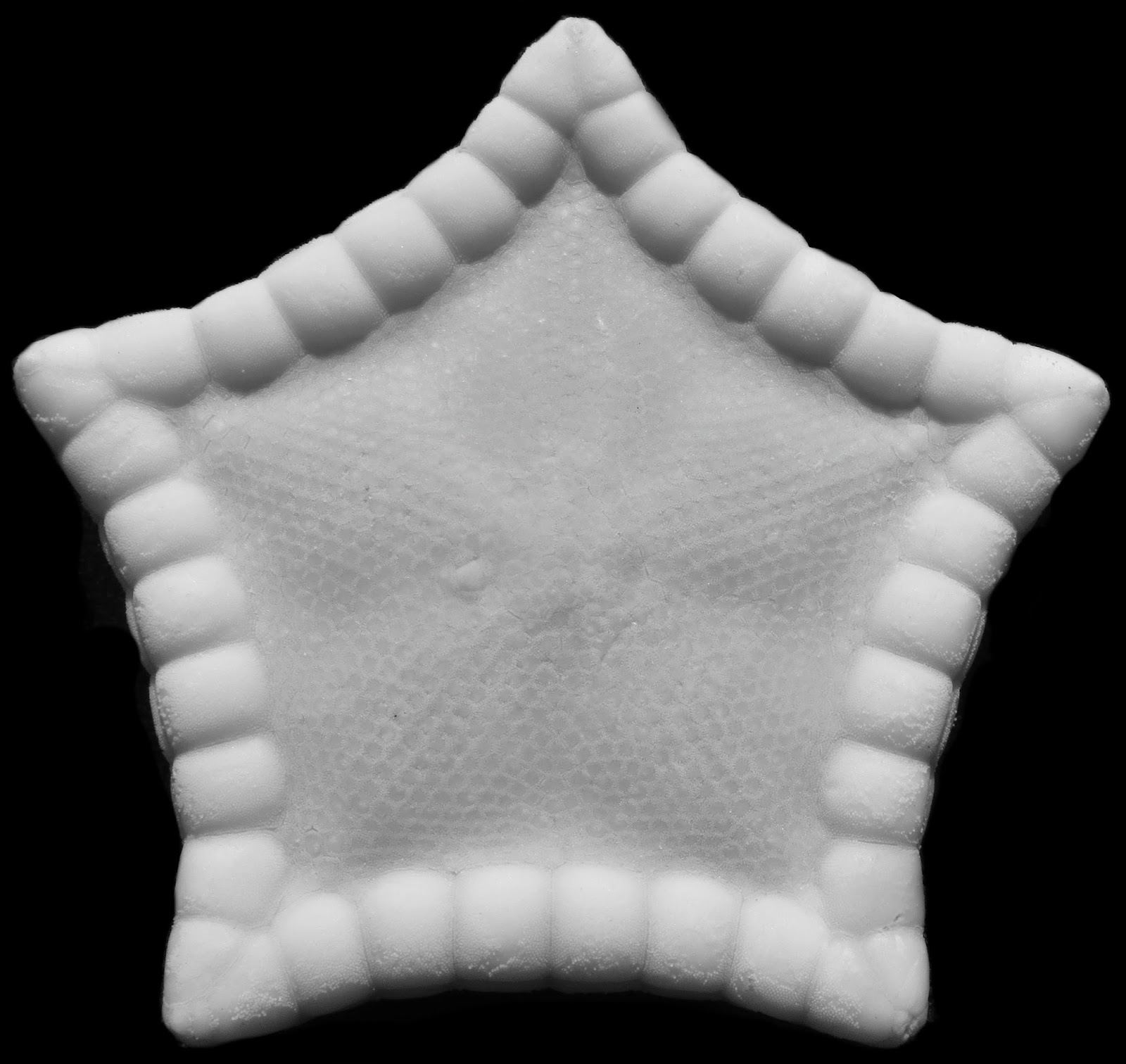
Apollonaster kelleyi
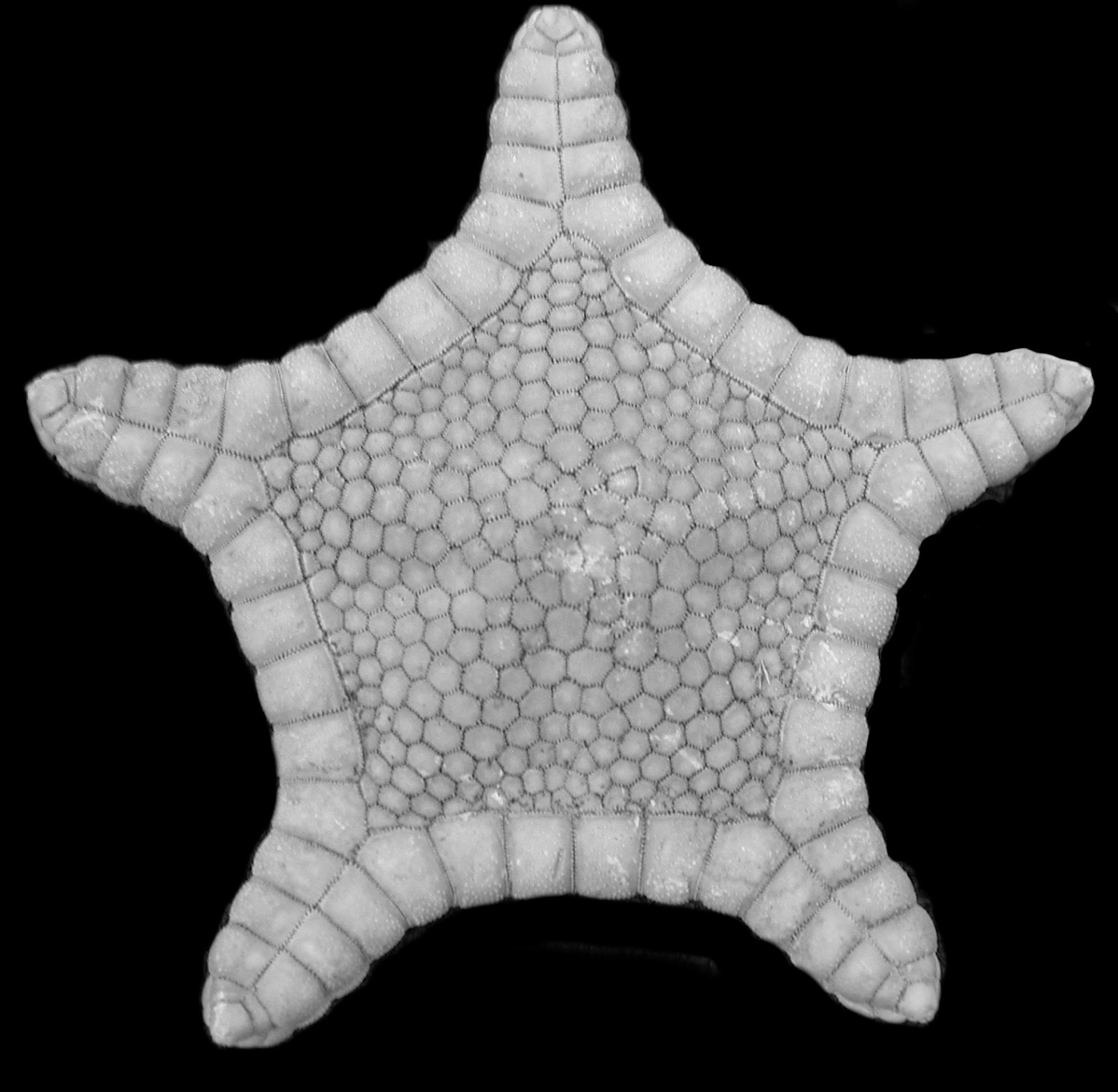
Astroceramus eldredgei
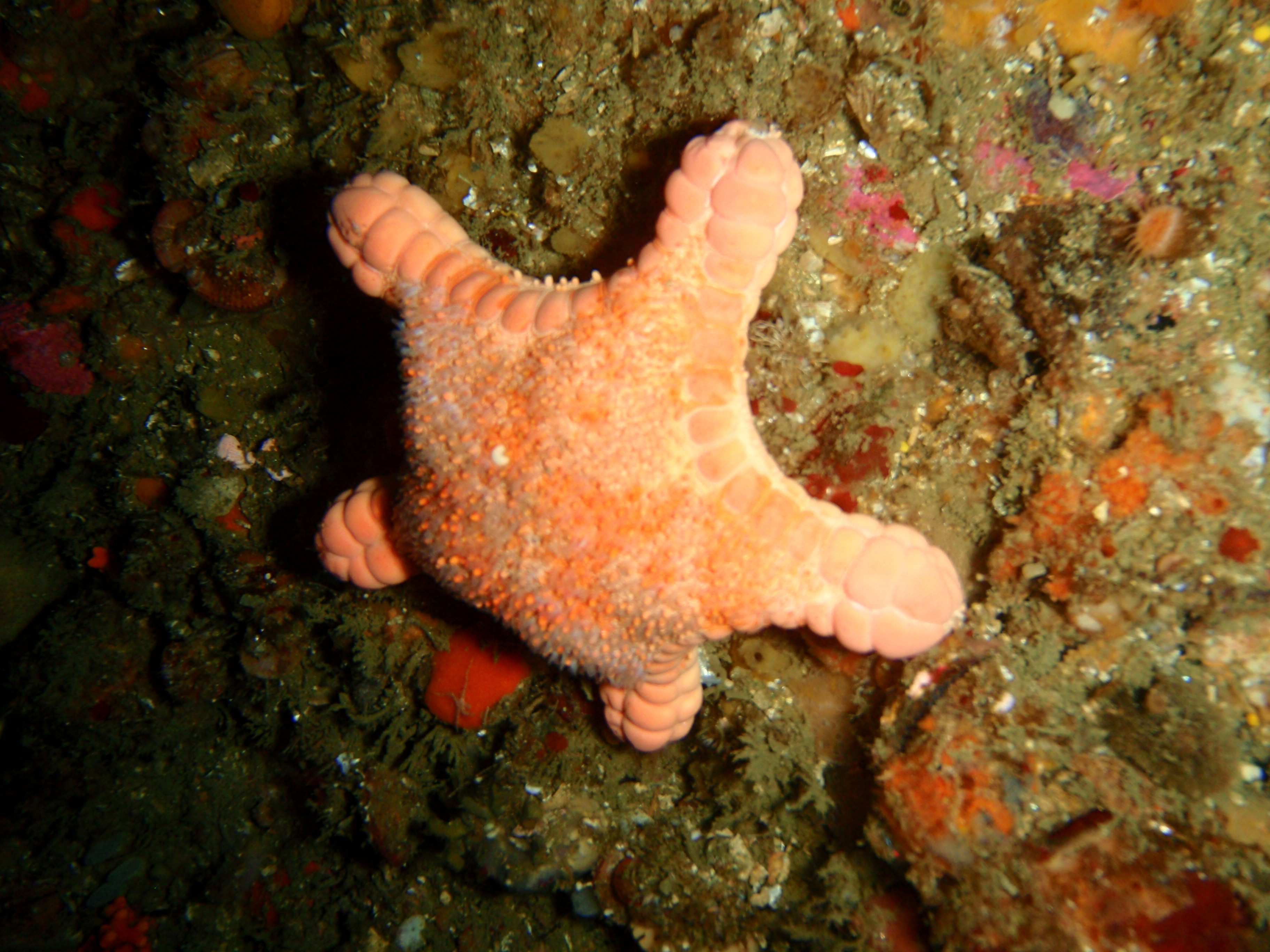
Calliaster baccatus
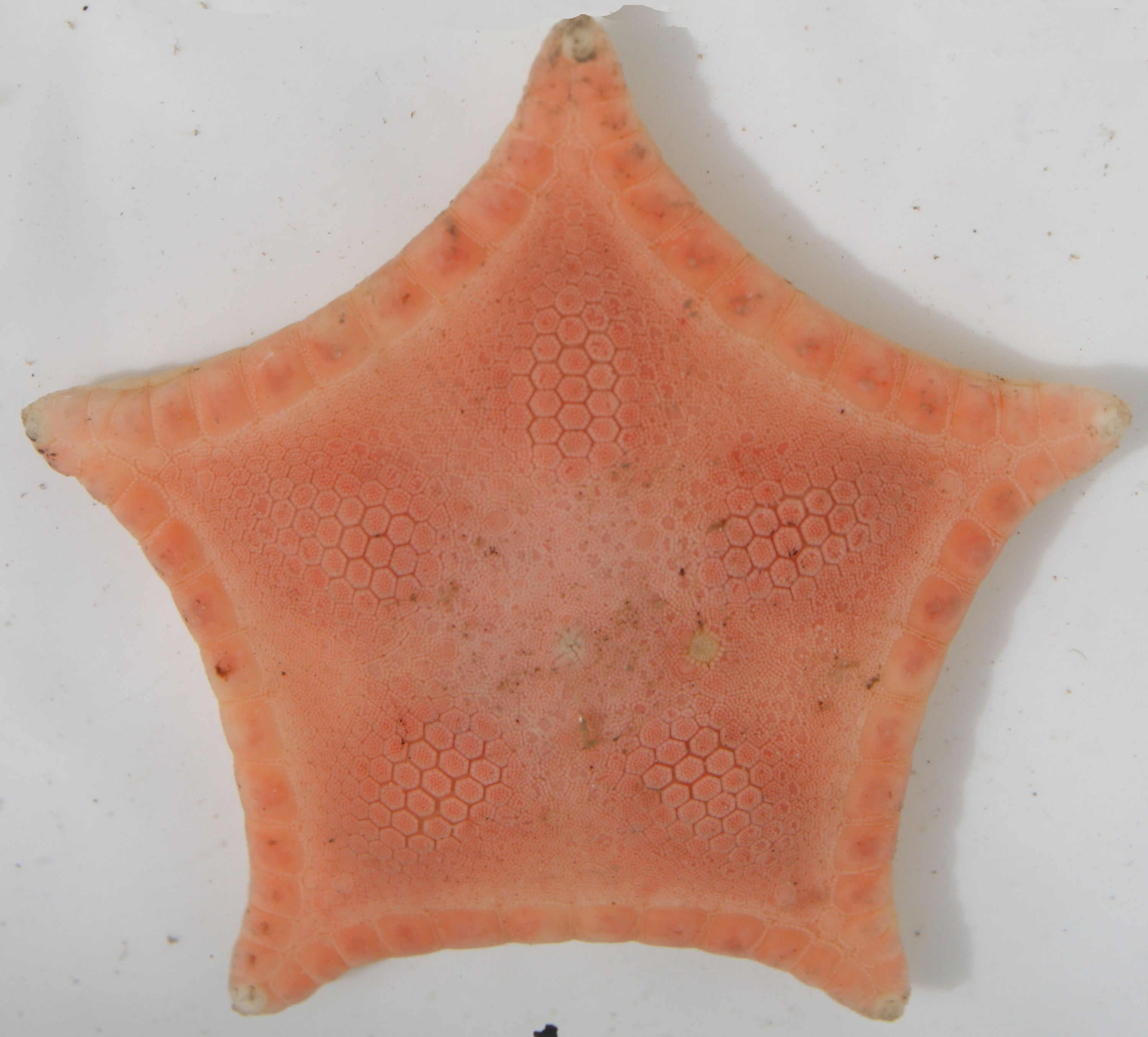
Ceramaster granularis
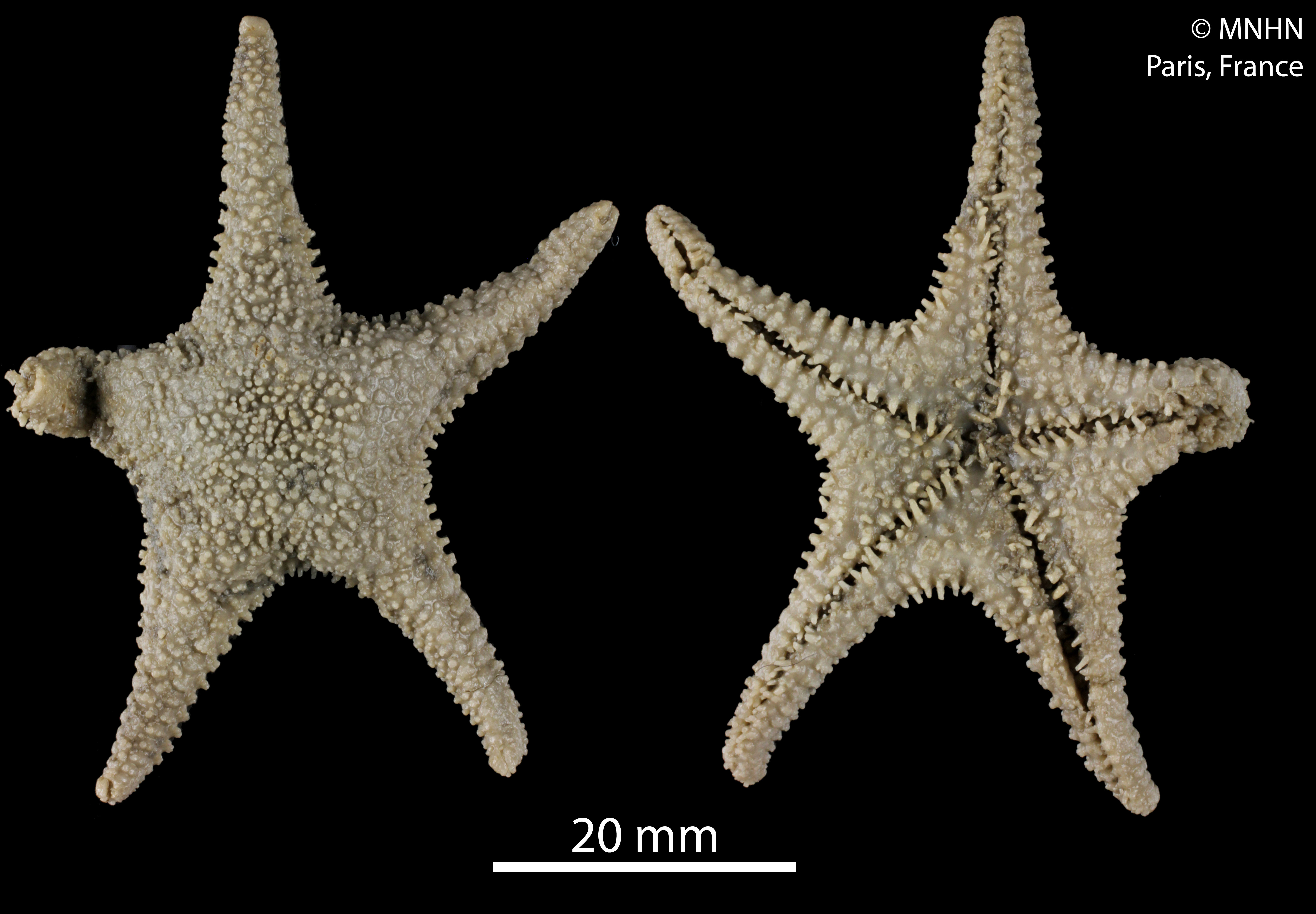
Chitonaster johannae
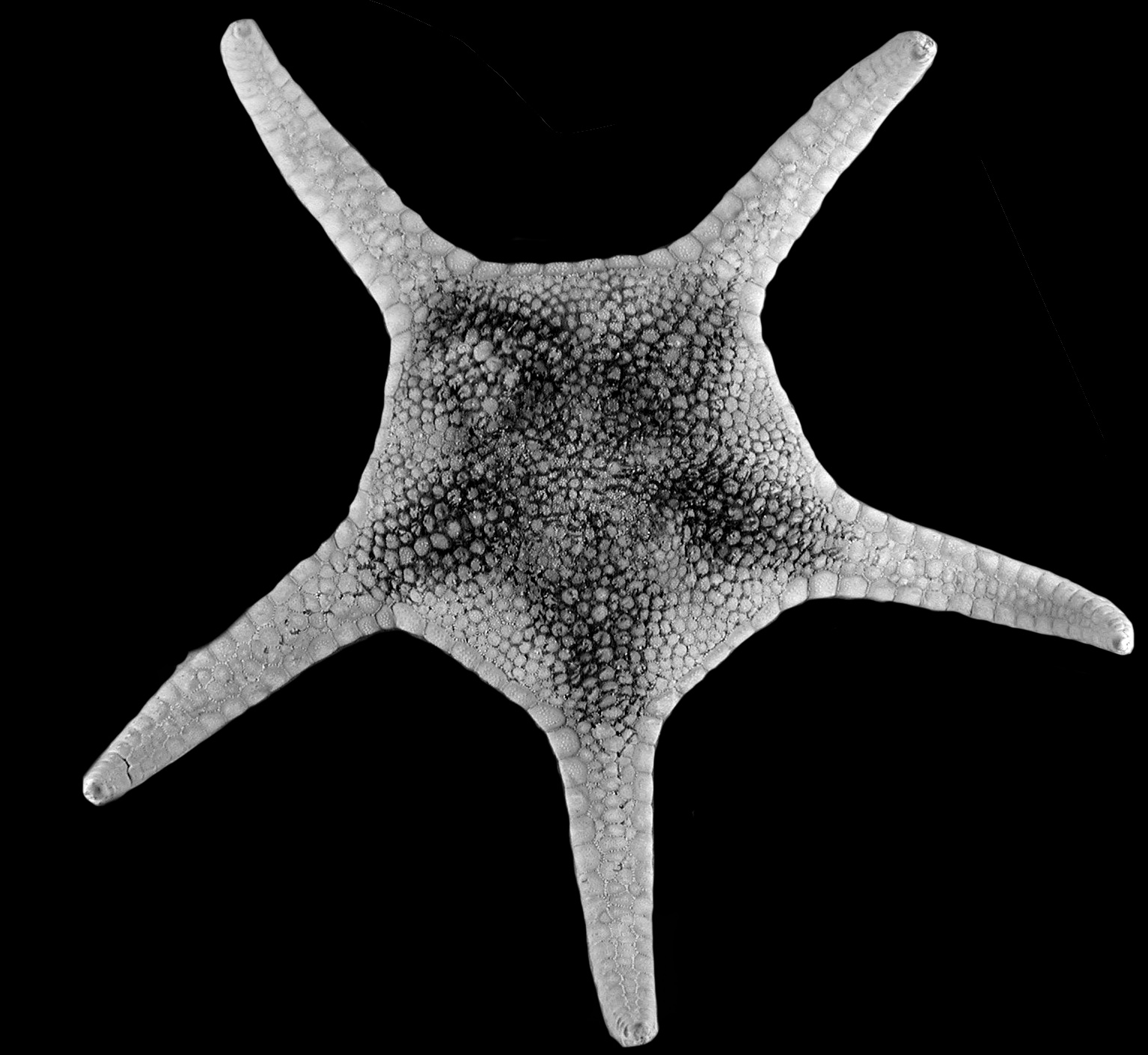
Circeaster sandrae
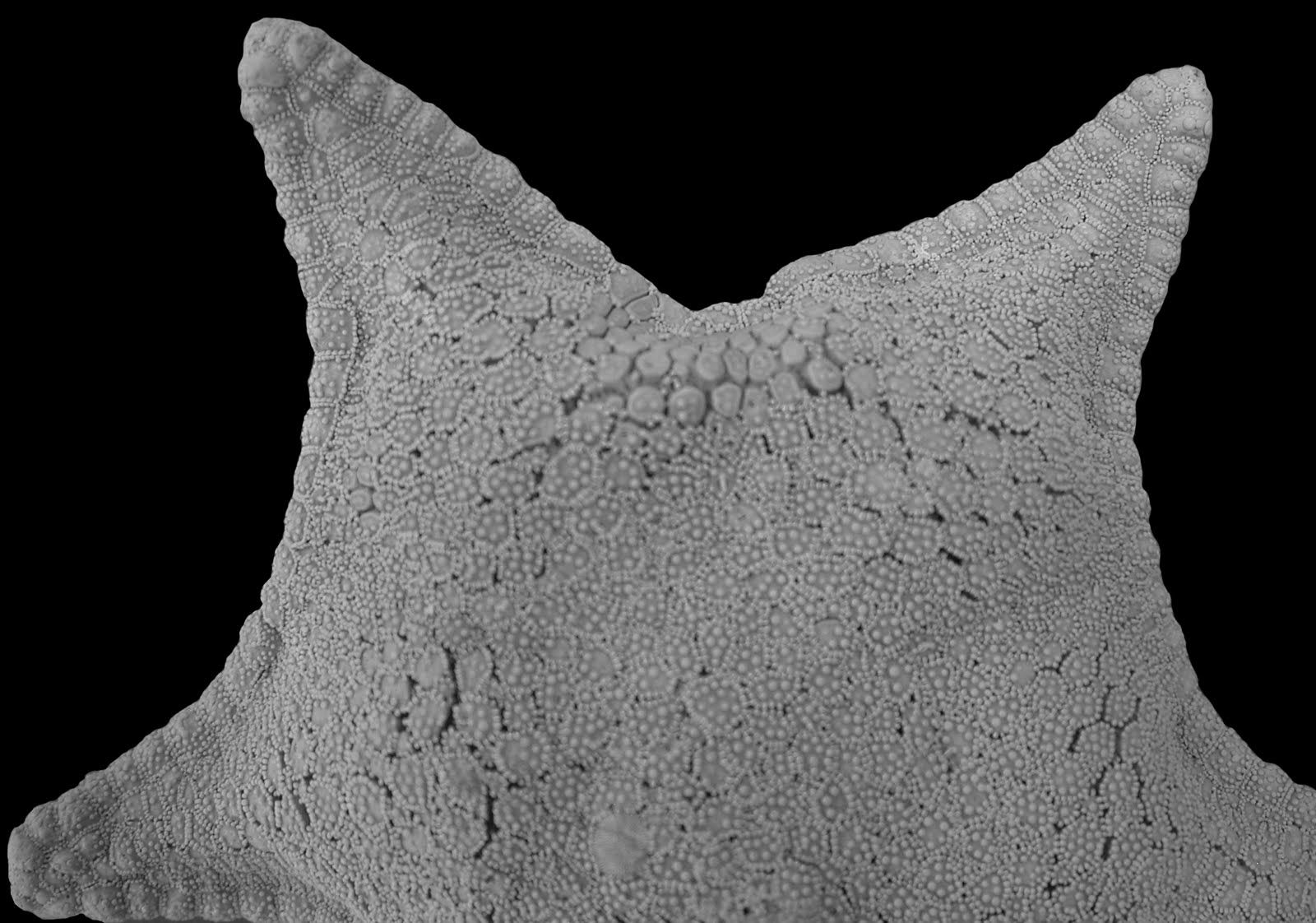
Cladaster analogus
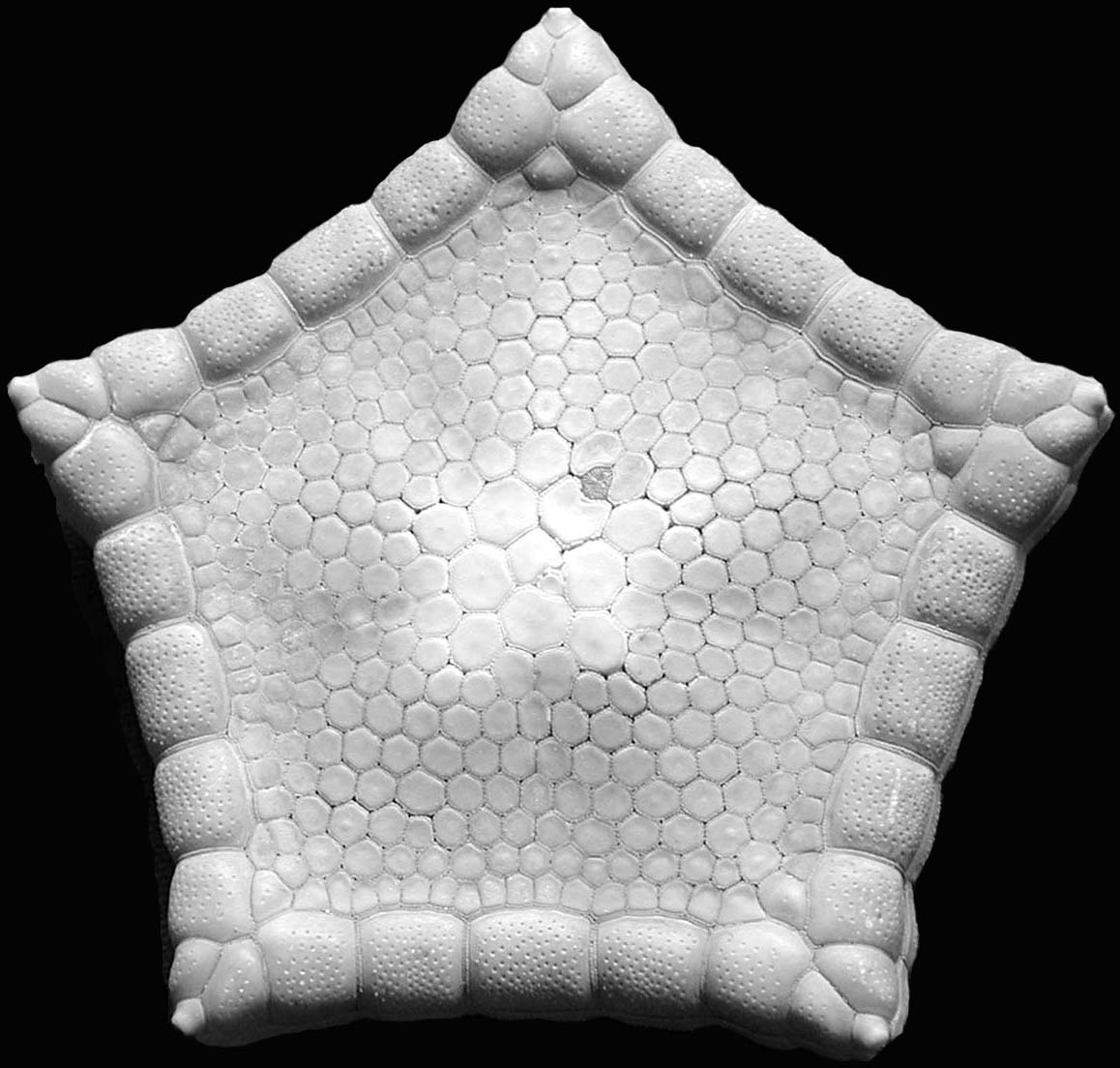
Eknomiaster beccae
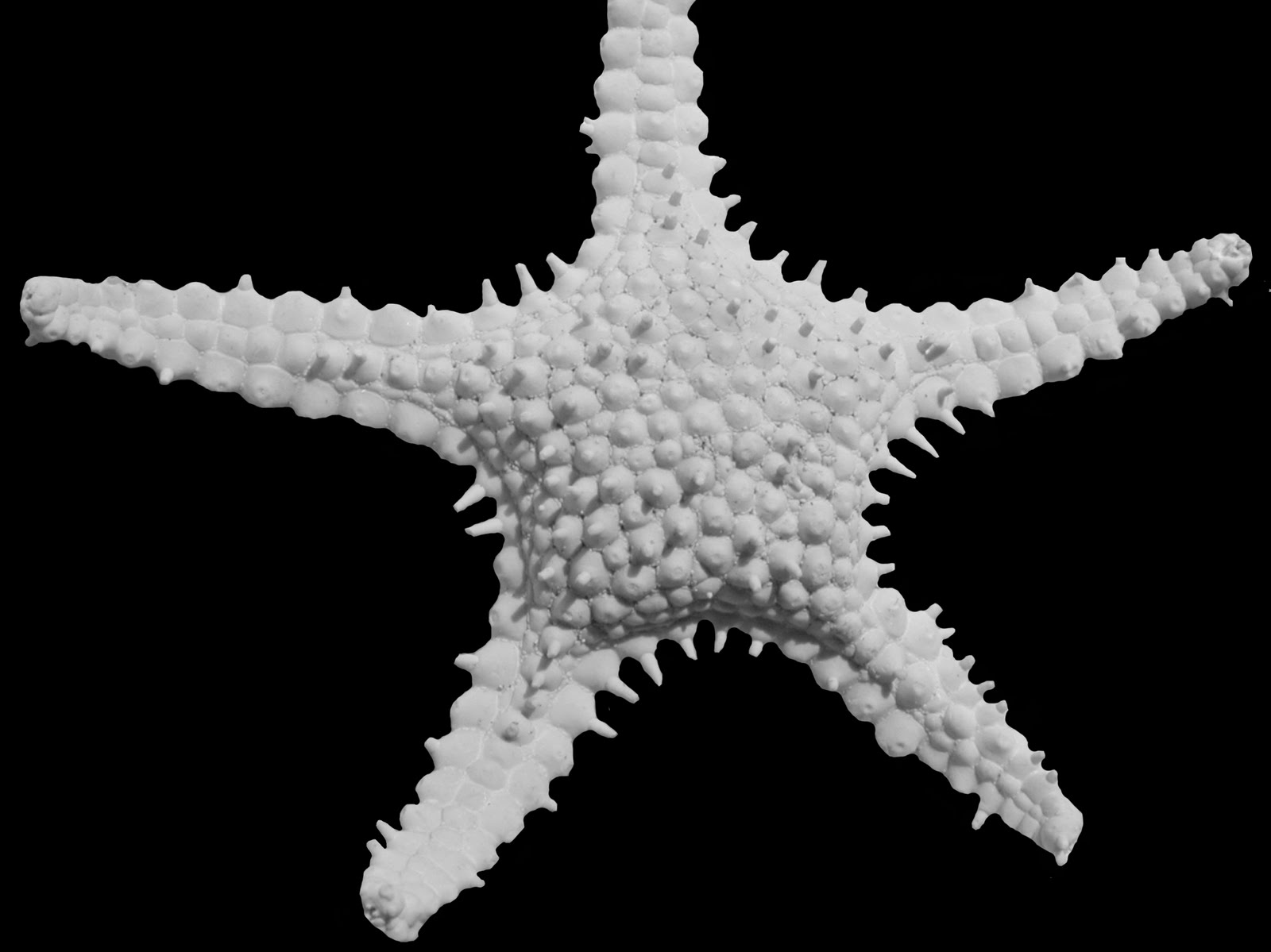
Eratosaster jennae
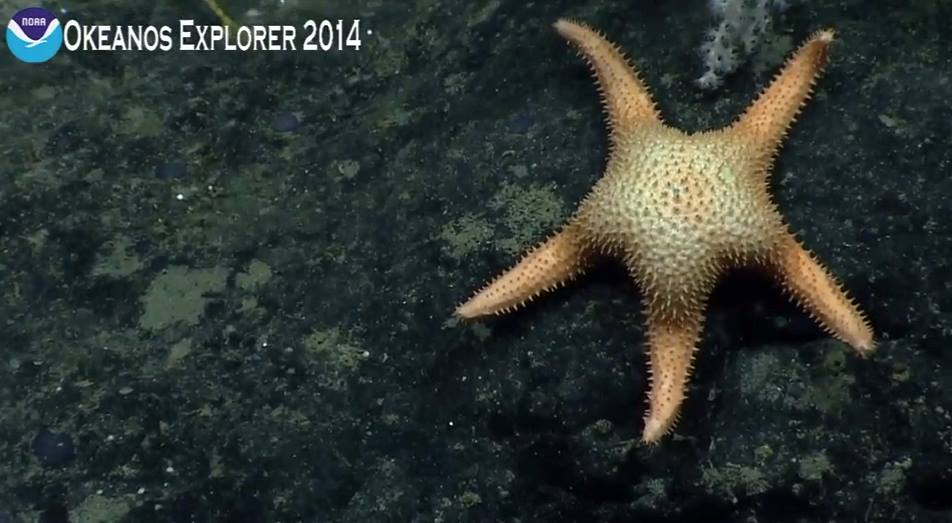
Evoplosoma sp.
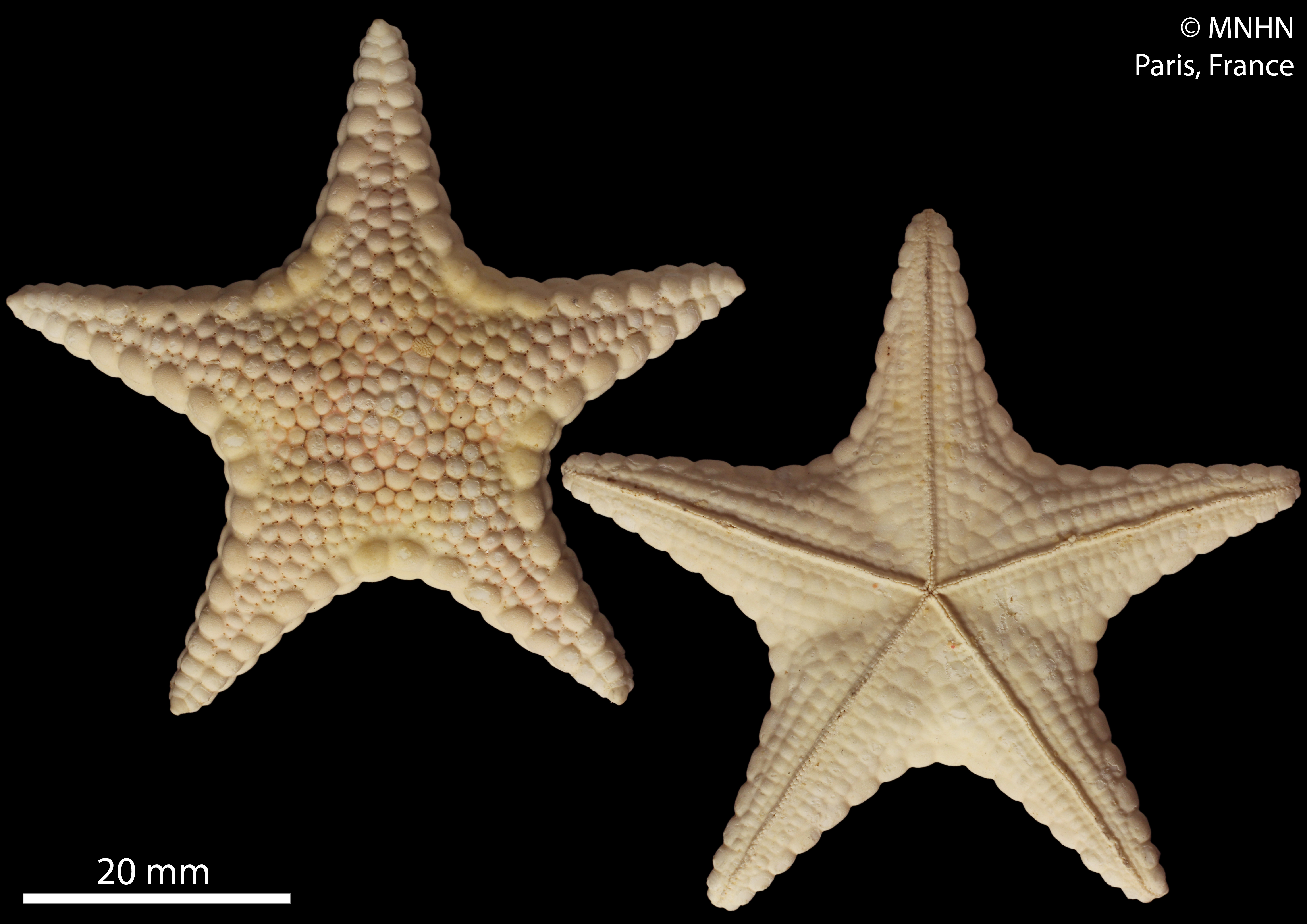
Eosaster nadiae
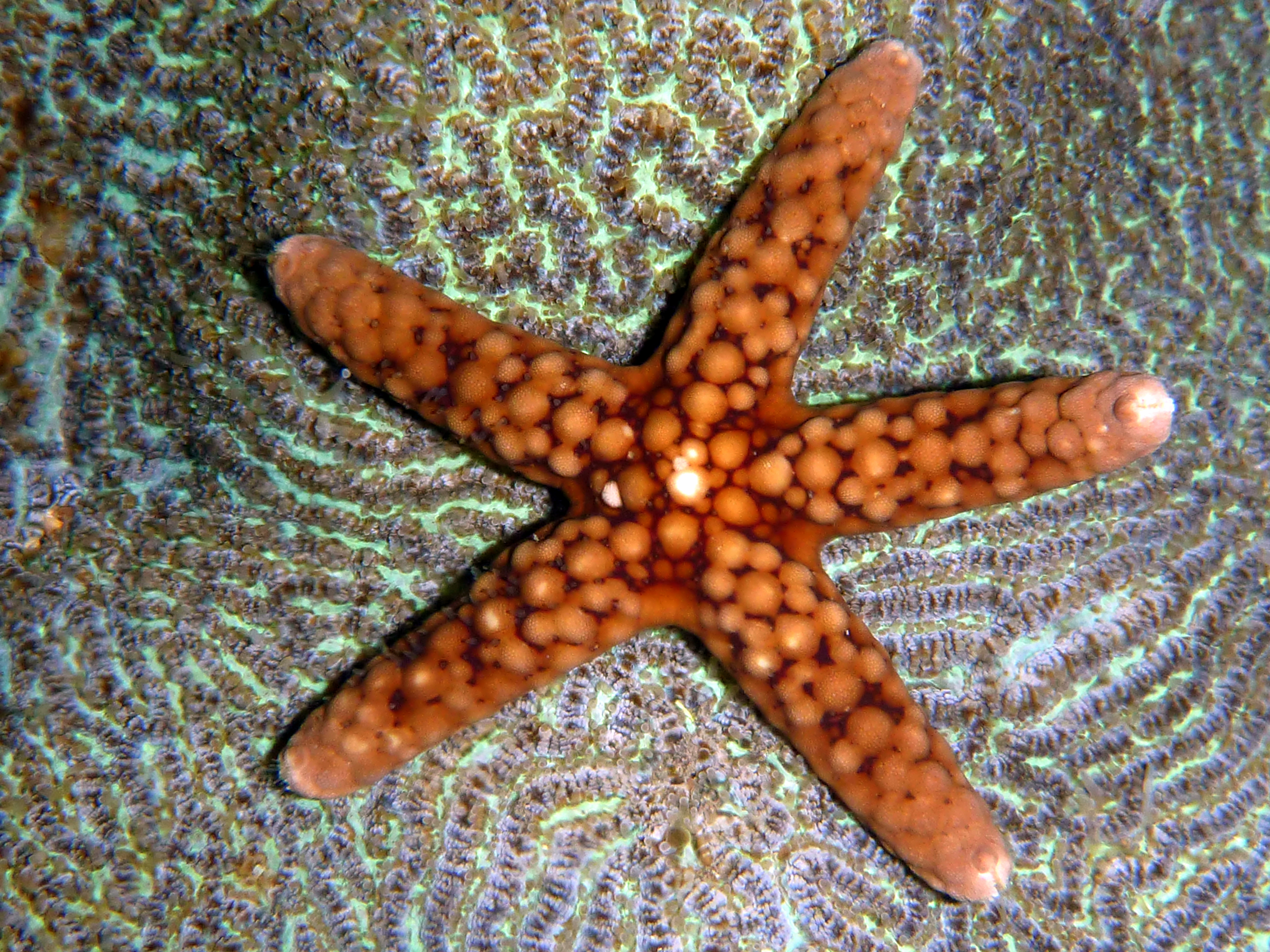
Ferdina flavescens
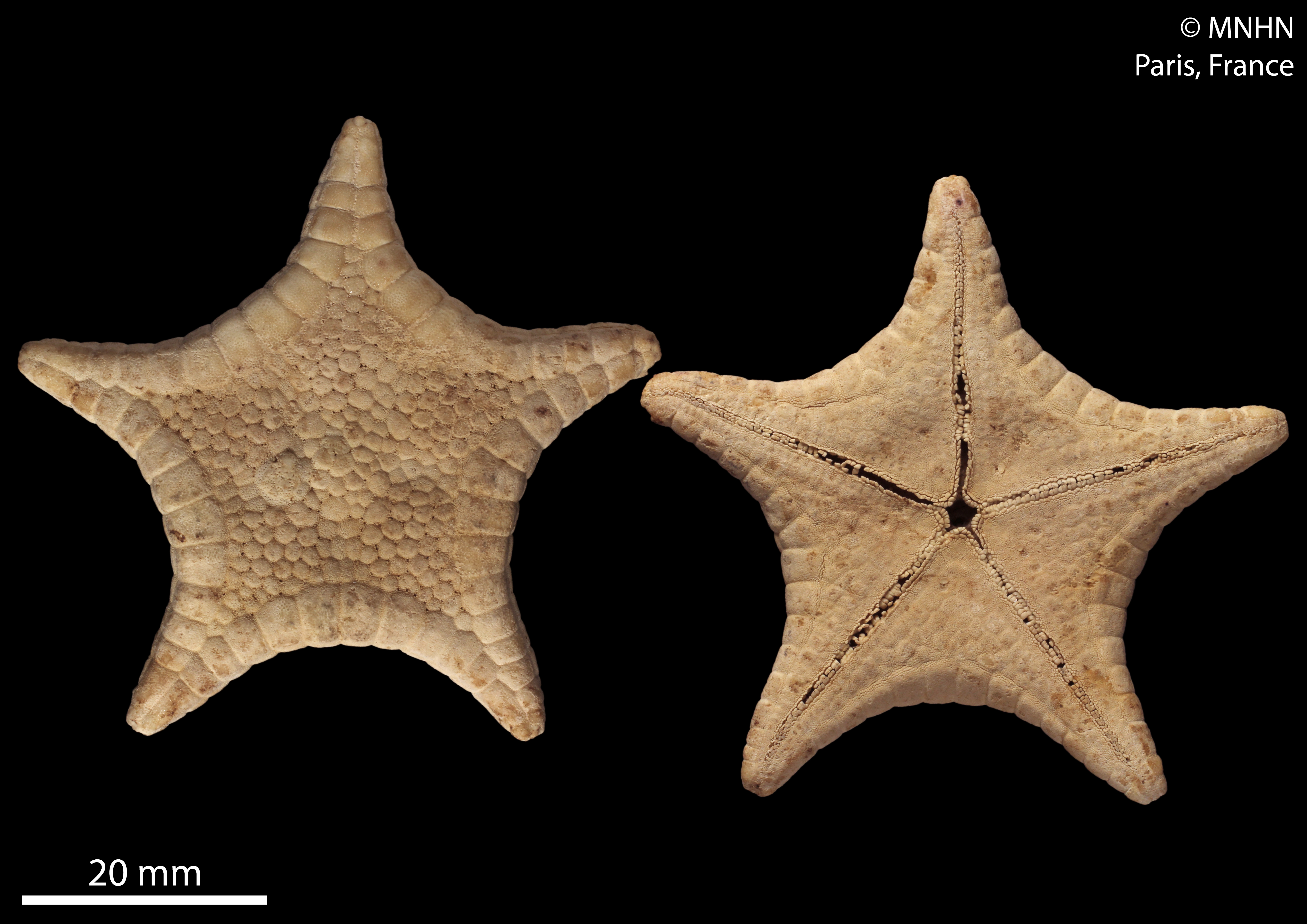
Kanakaster solidus
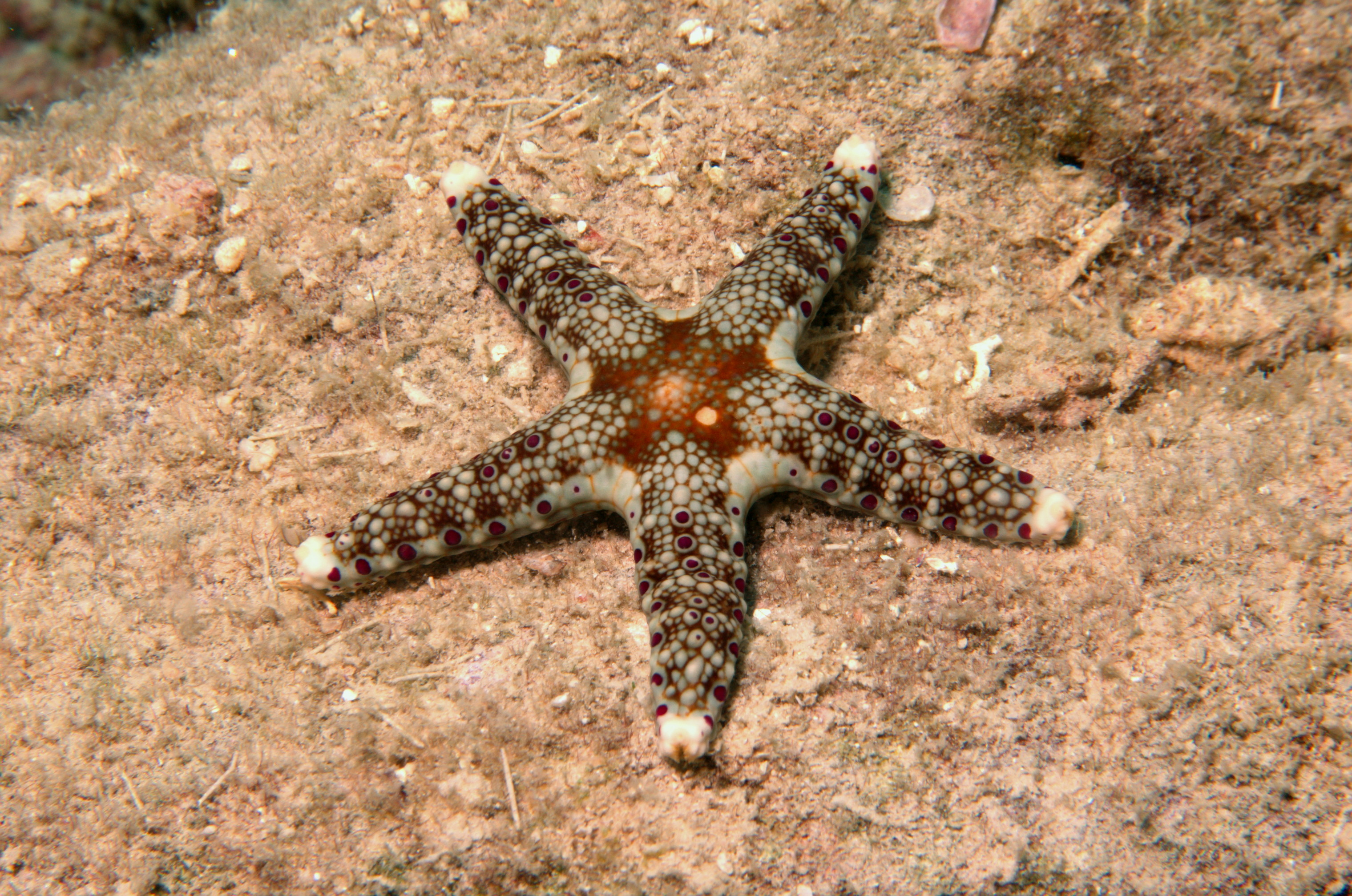
Neoferdina cumingi
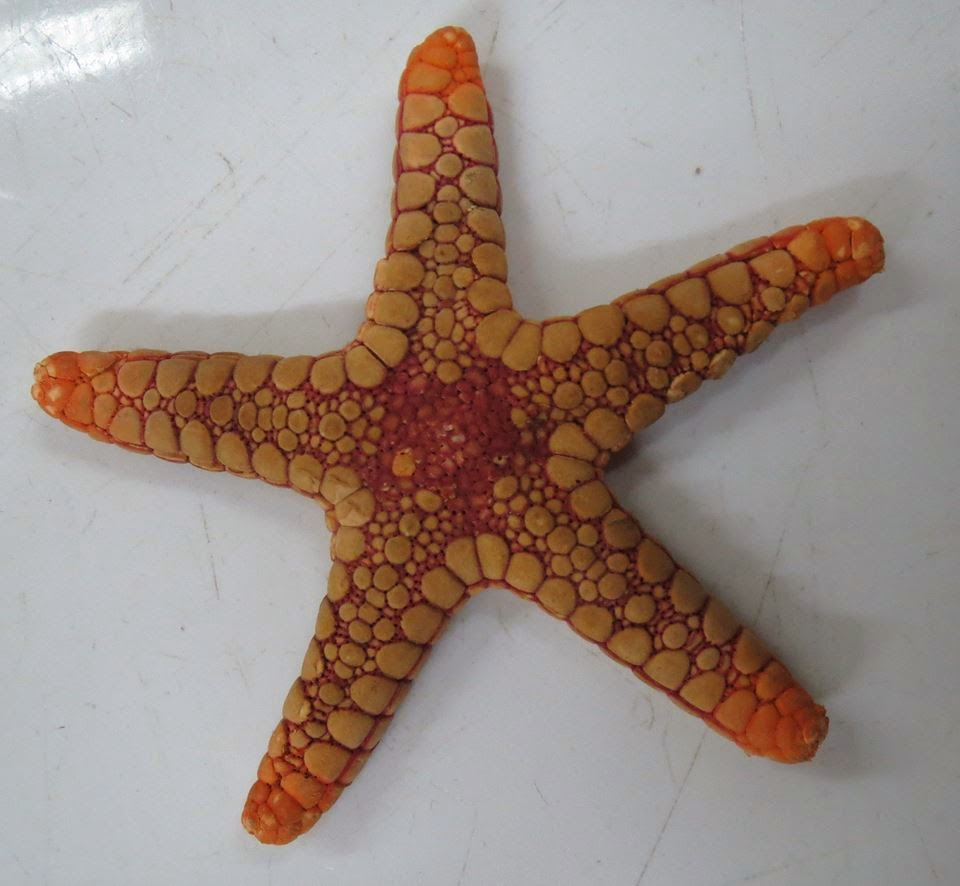
Paraferdina plakos
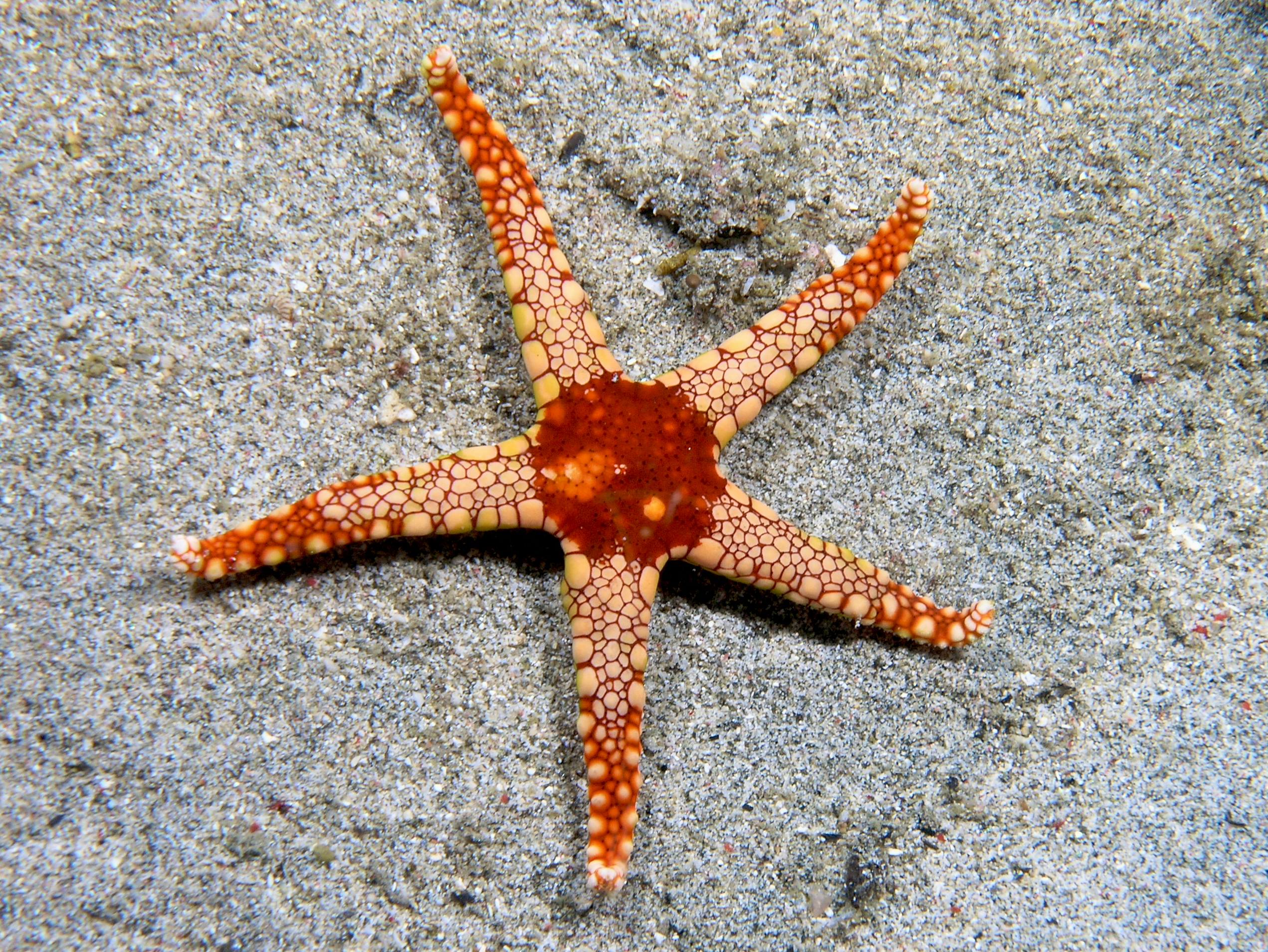
Fromia monilis
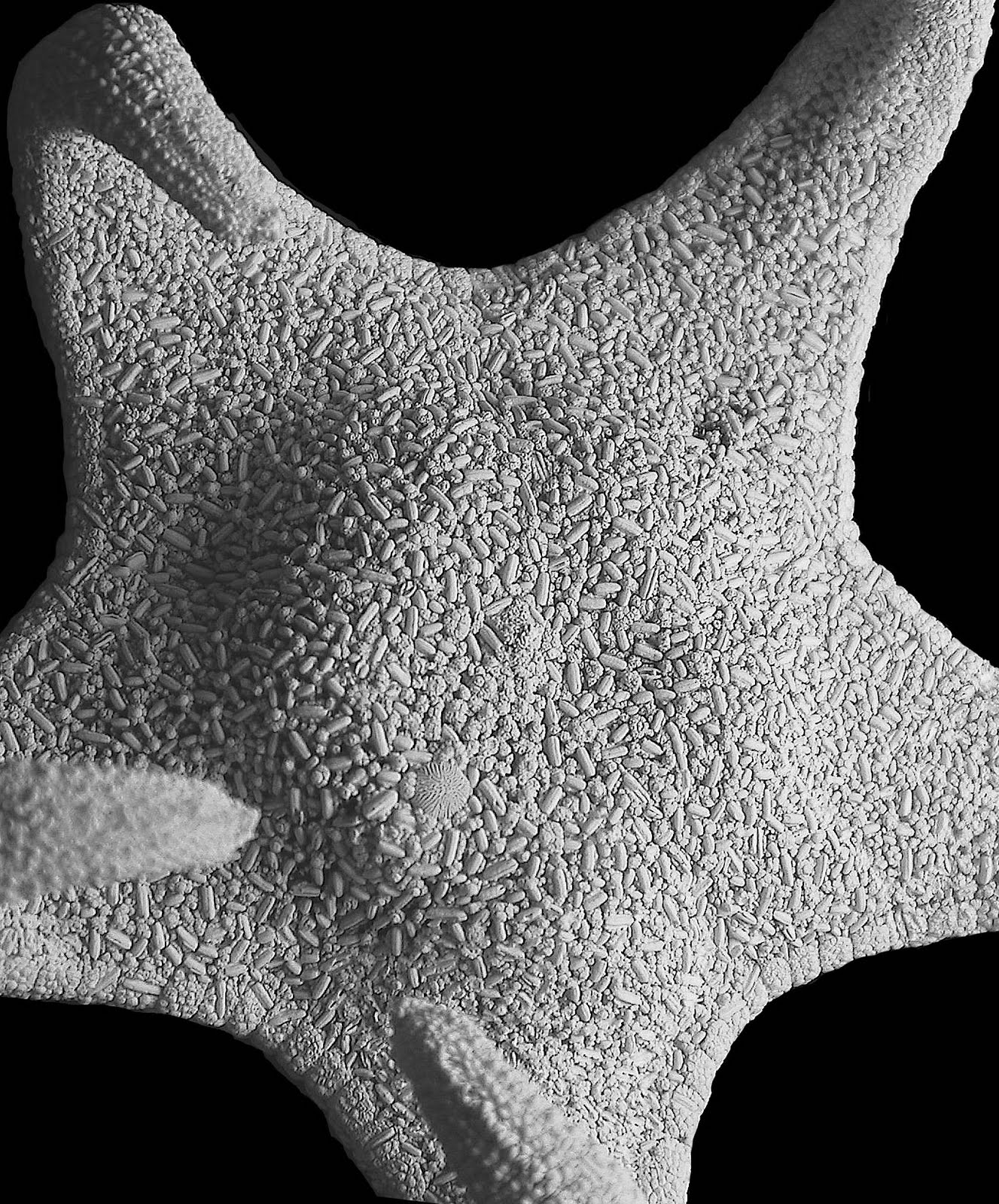
Gilbertaster caribaea
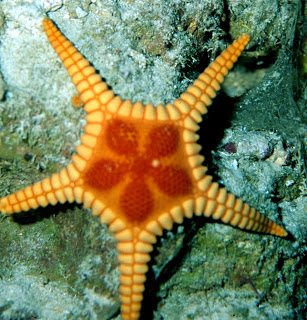
Glyphodiscus magnificus
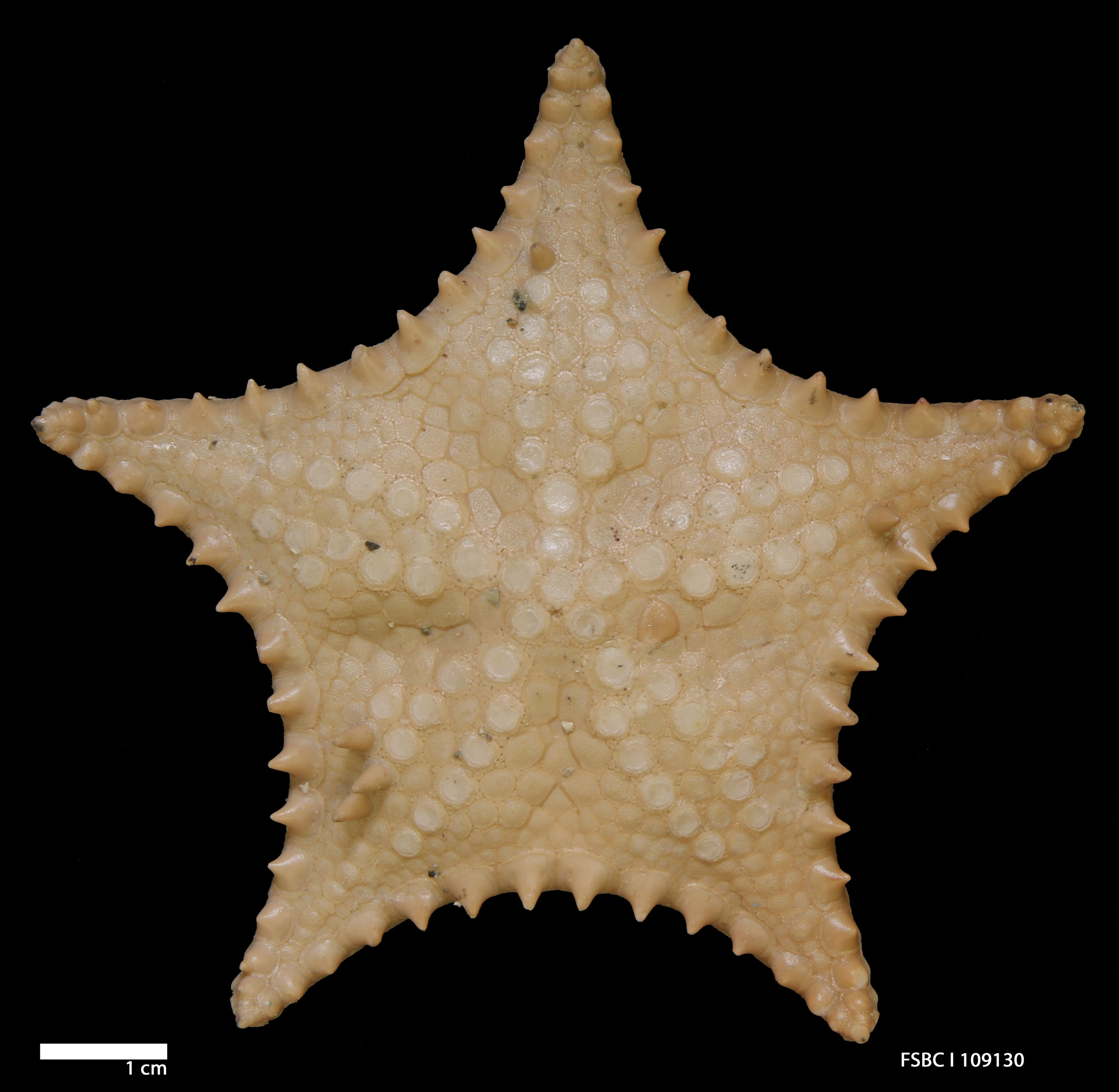
Goniaster tessellatus
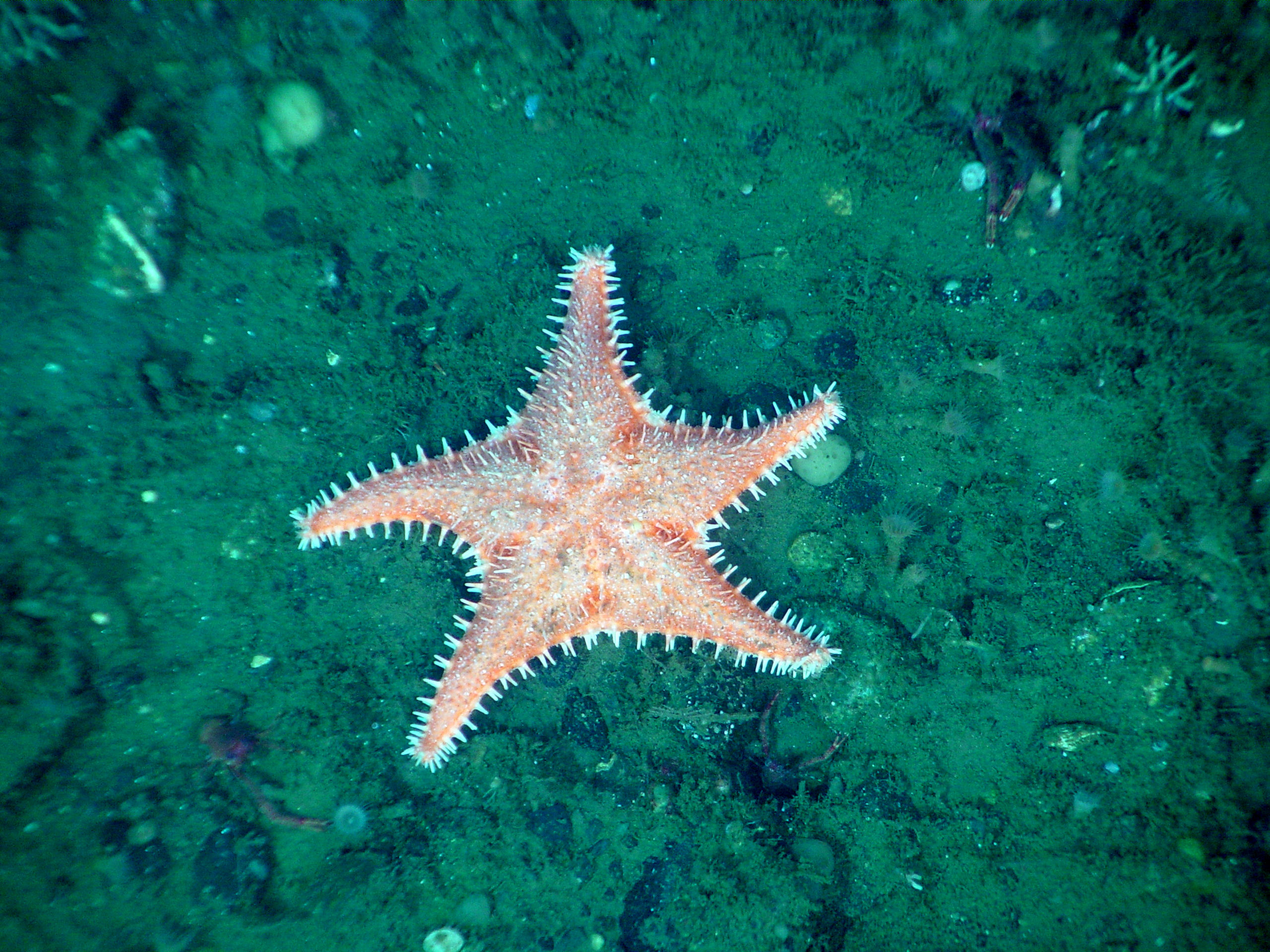
Hippasteria spinosa
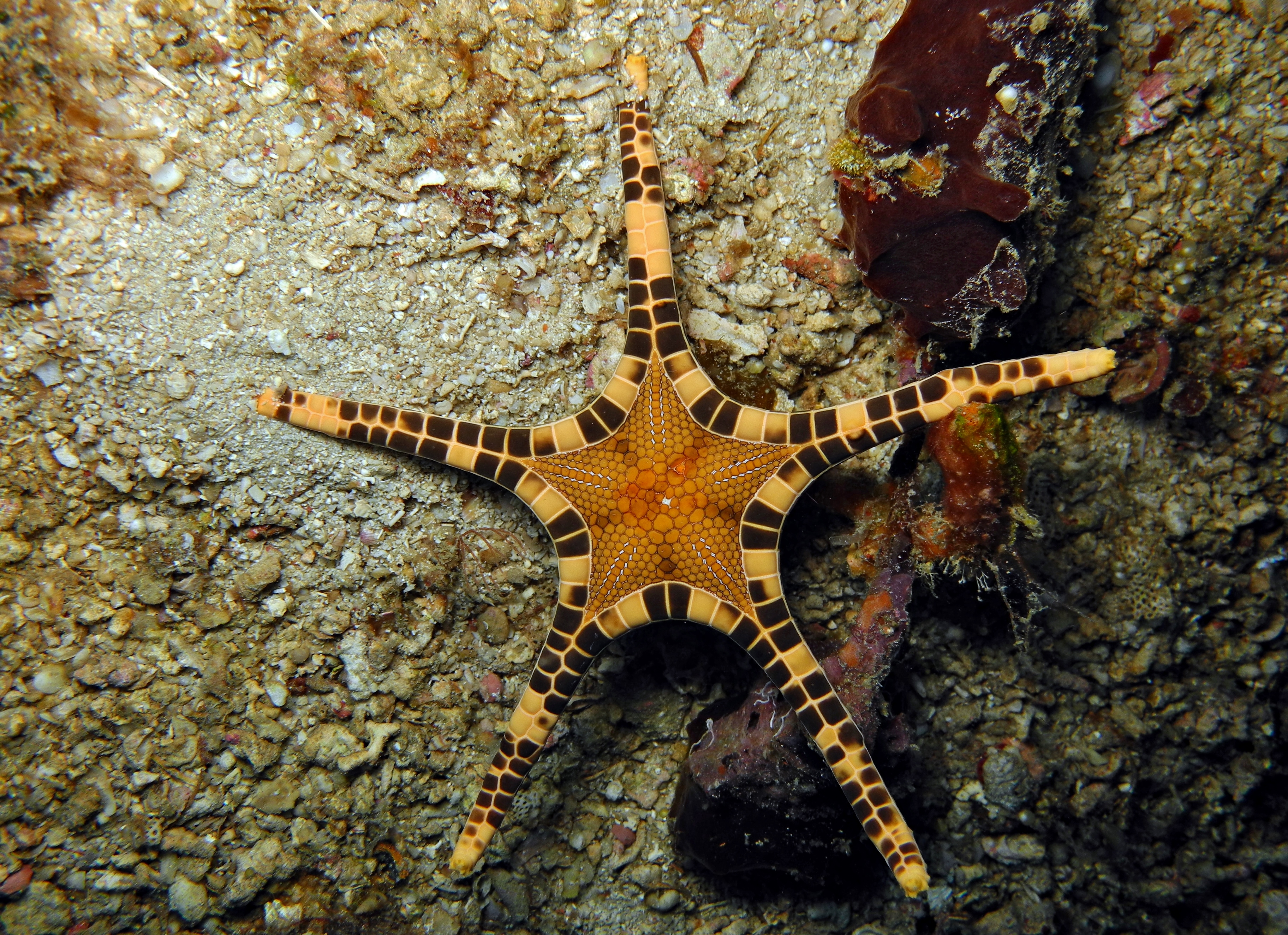
Iconaster longimanus
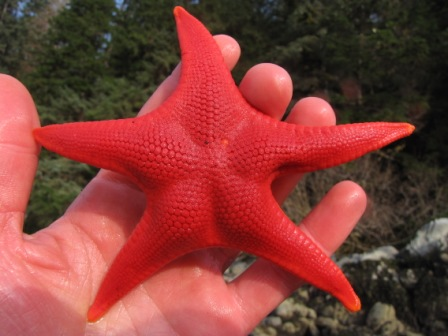
Mediaster aequalis
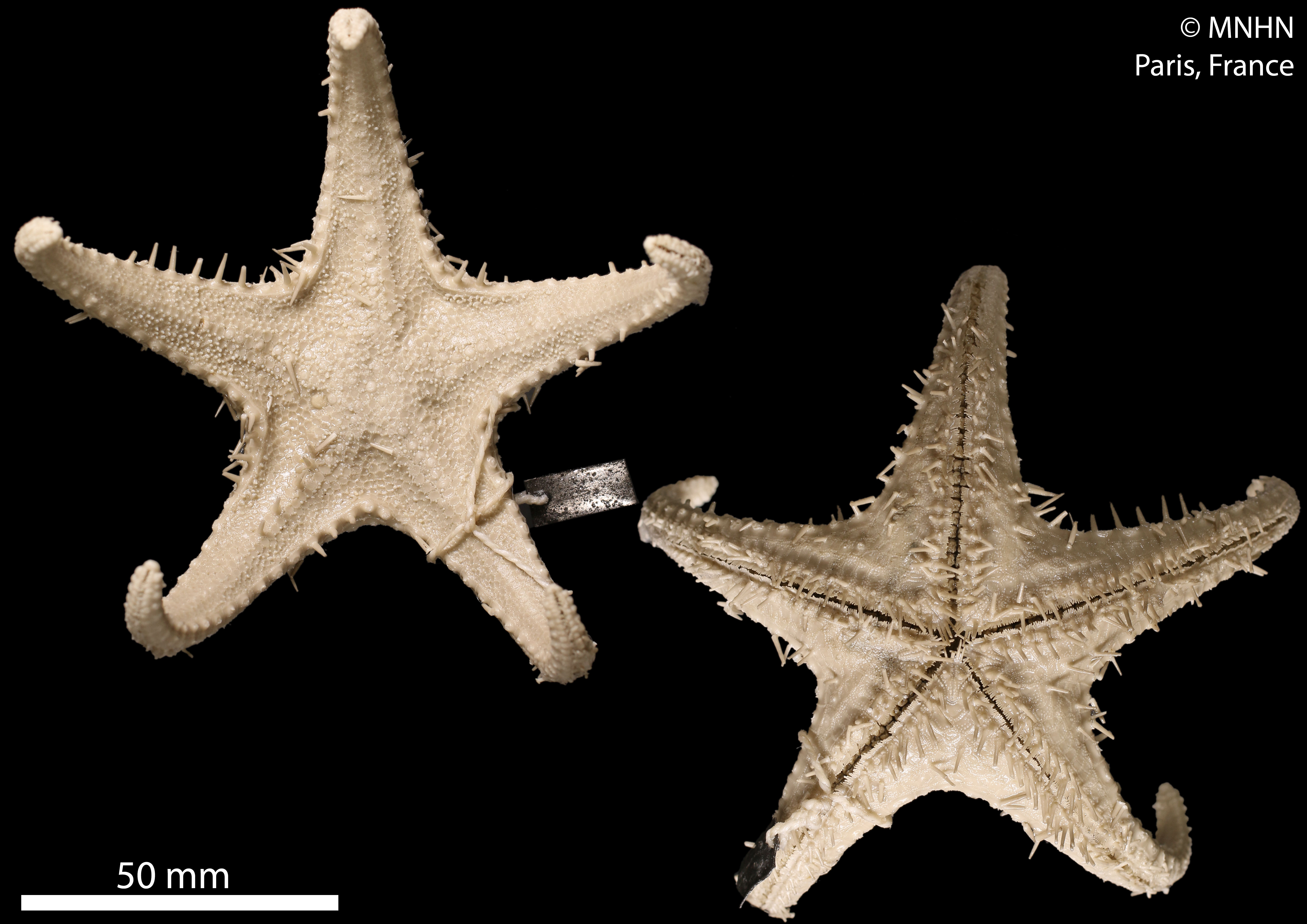
Milteliphaster woodmasoni
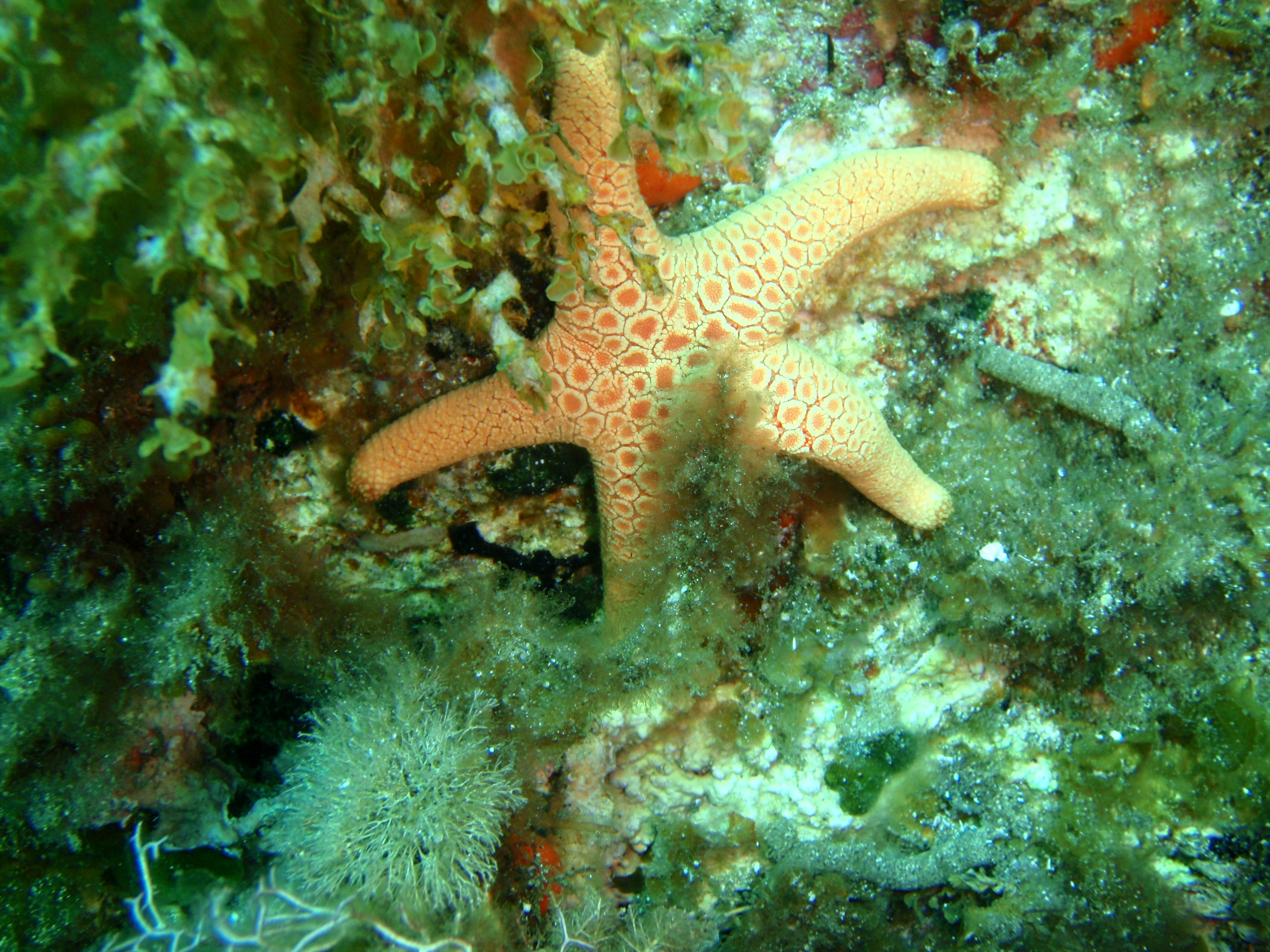
Nectria macrobrachia
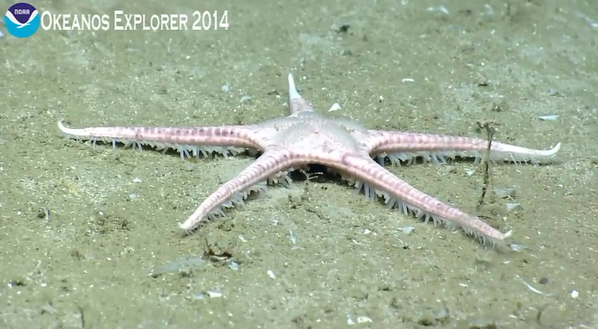
Nymphaster arenatus
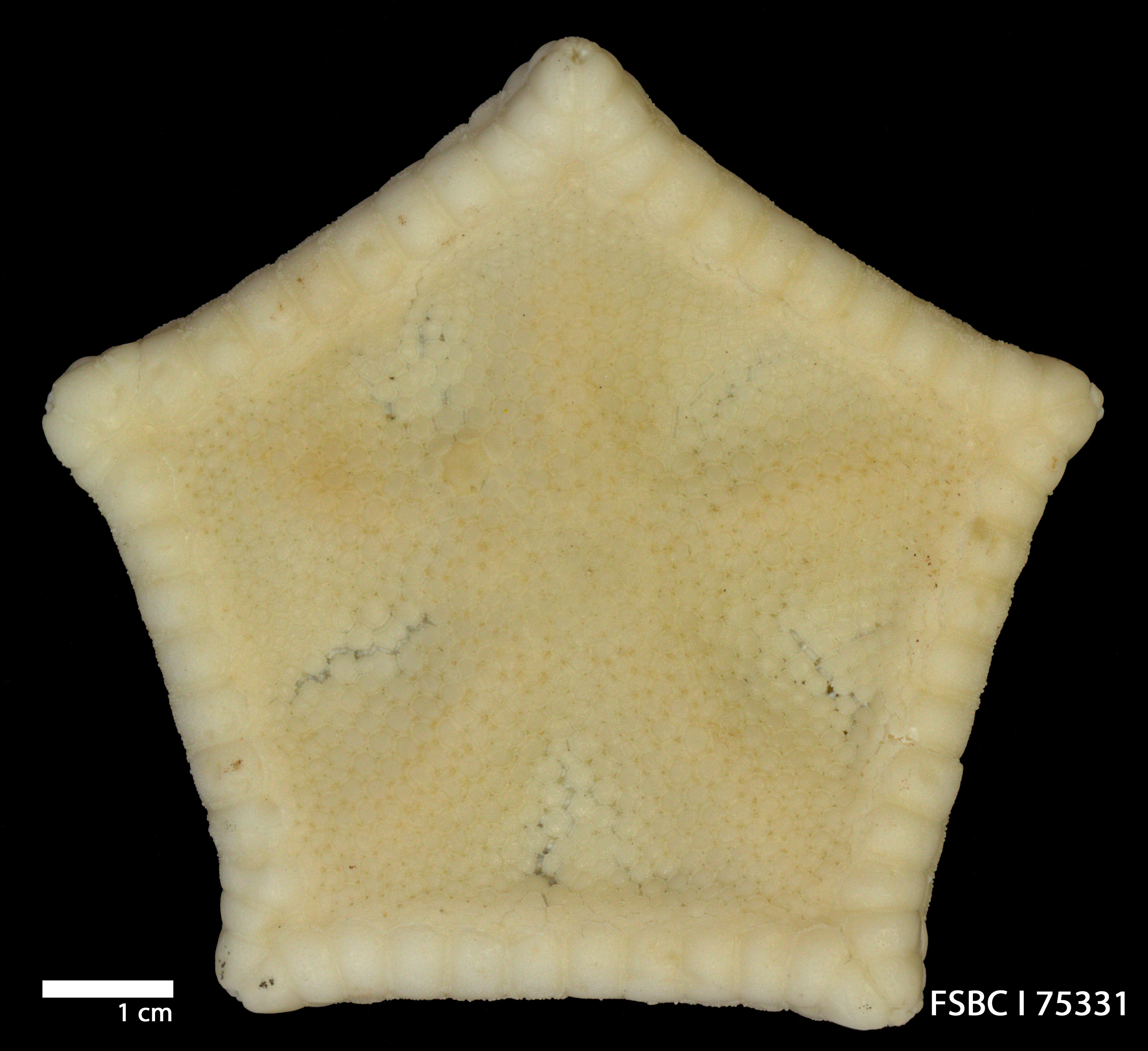
Peltaster placenta
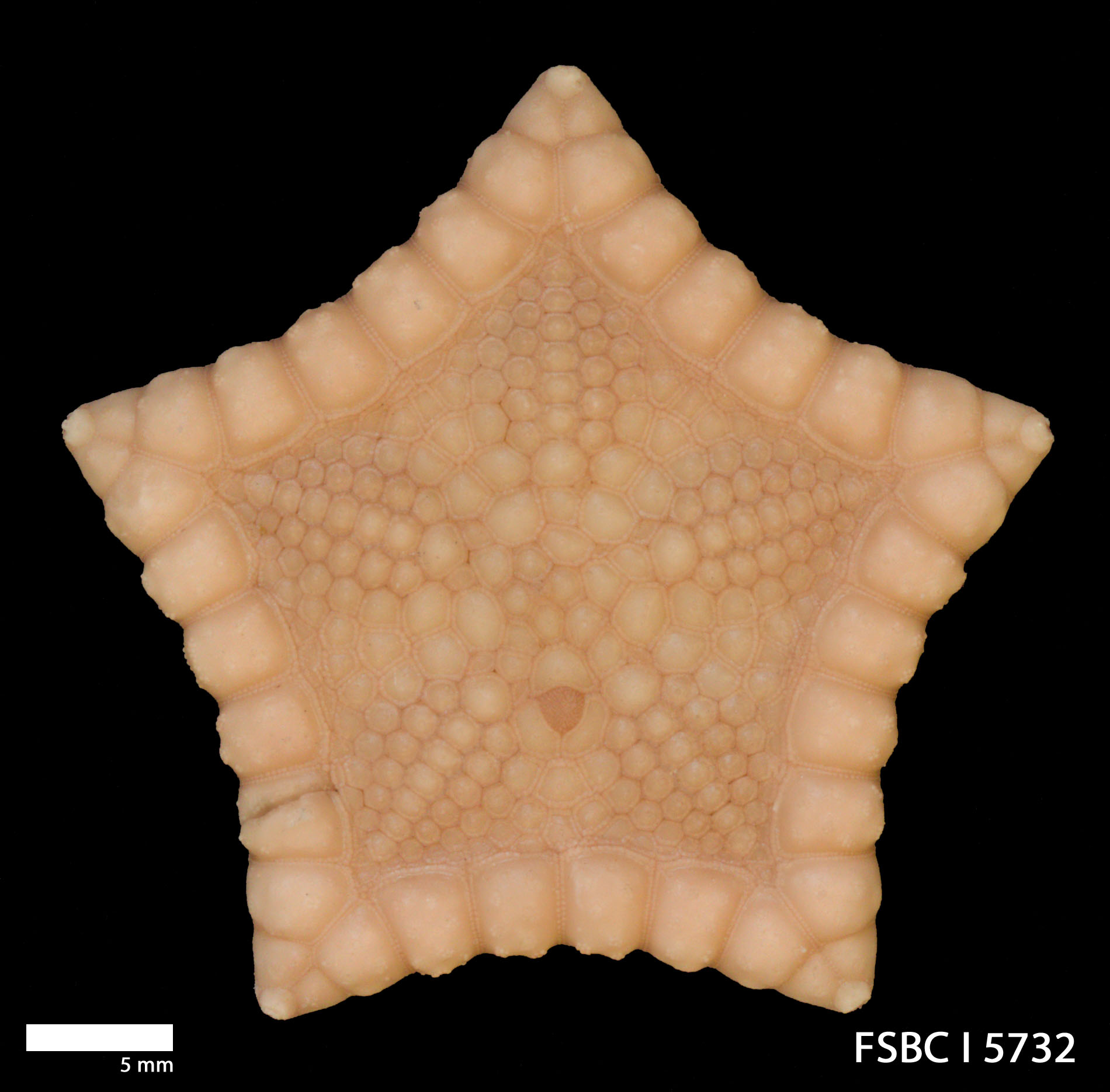
Pawsonaster parvus
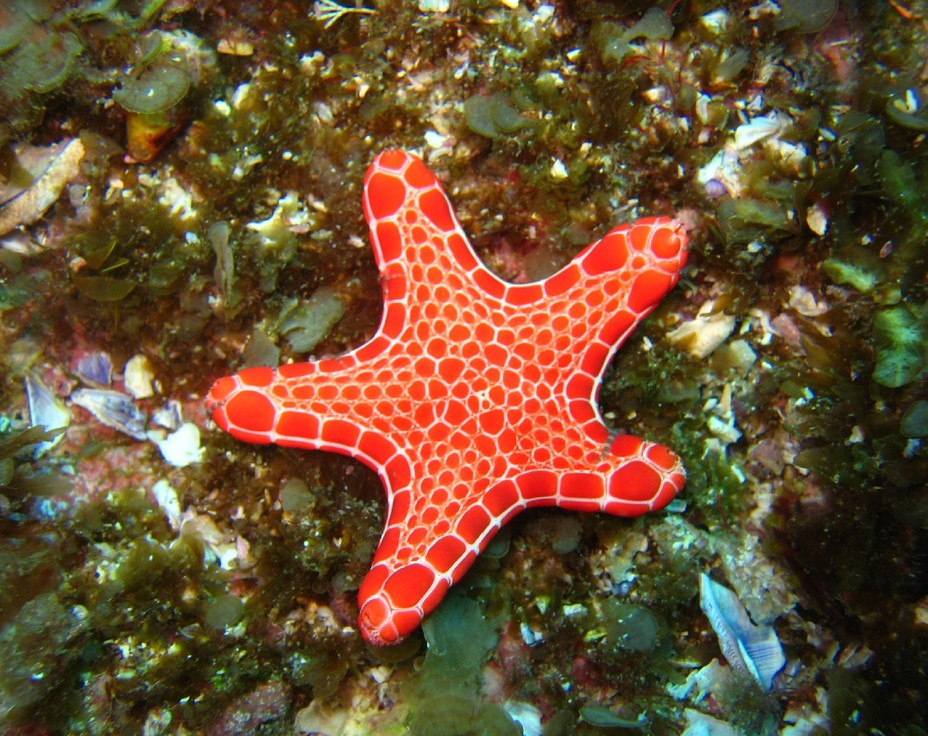
Pentagonaster duebeni
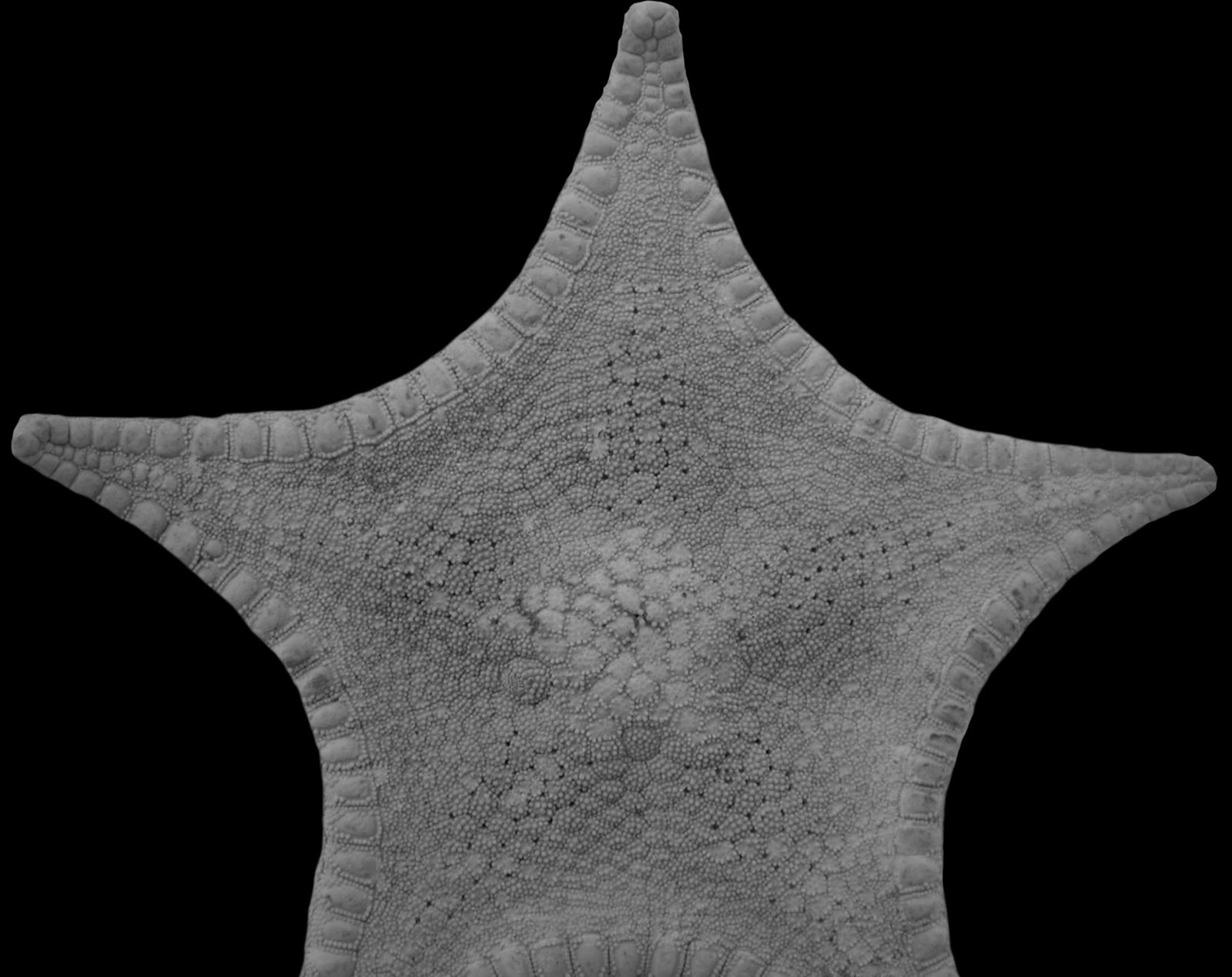
Pillsburiaster calvus
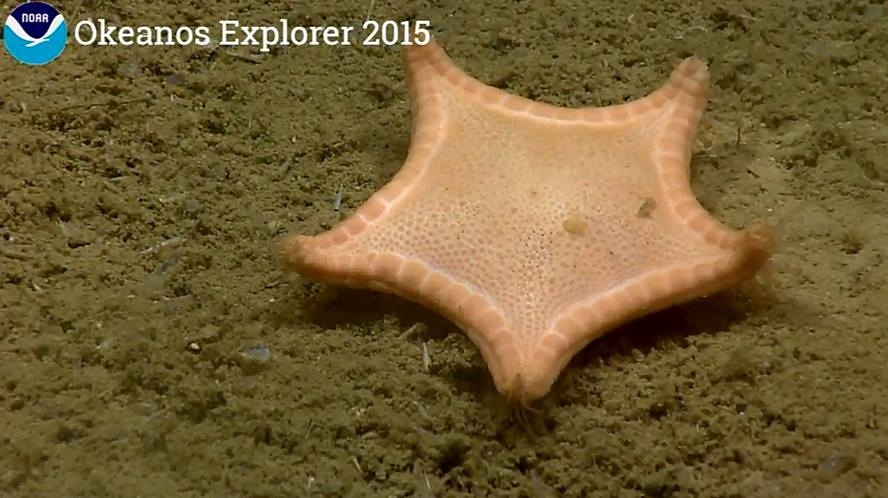
Plinthaster dentatus
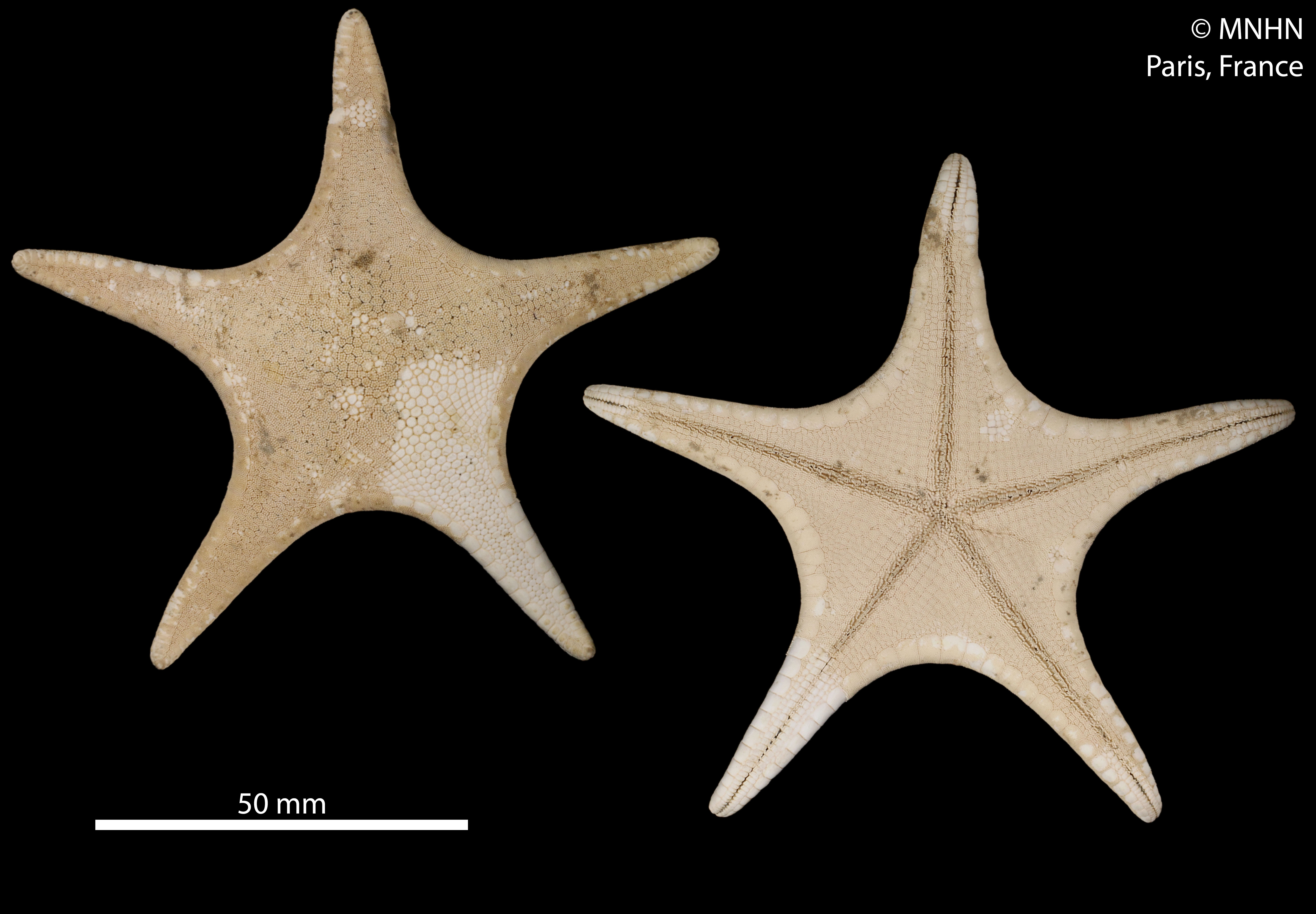
Pseudoceramaster regularis
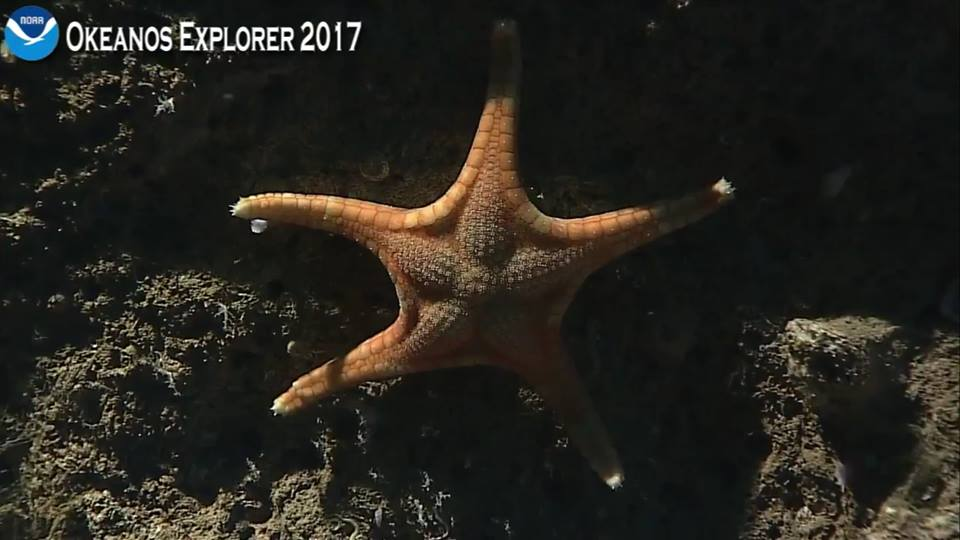
Rosaster sp.
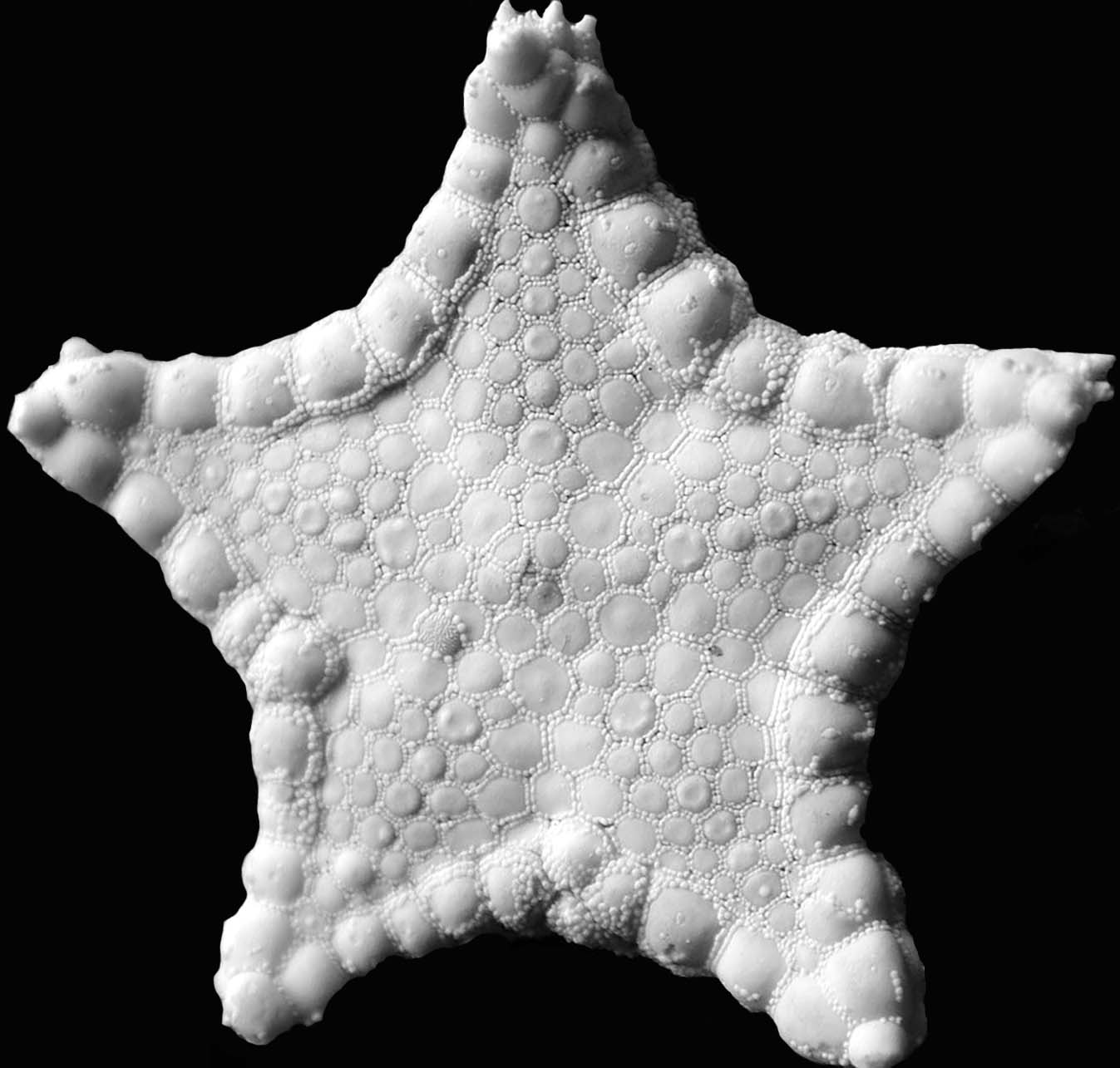
Ryukuaster onnae
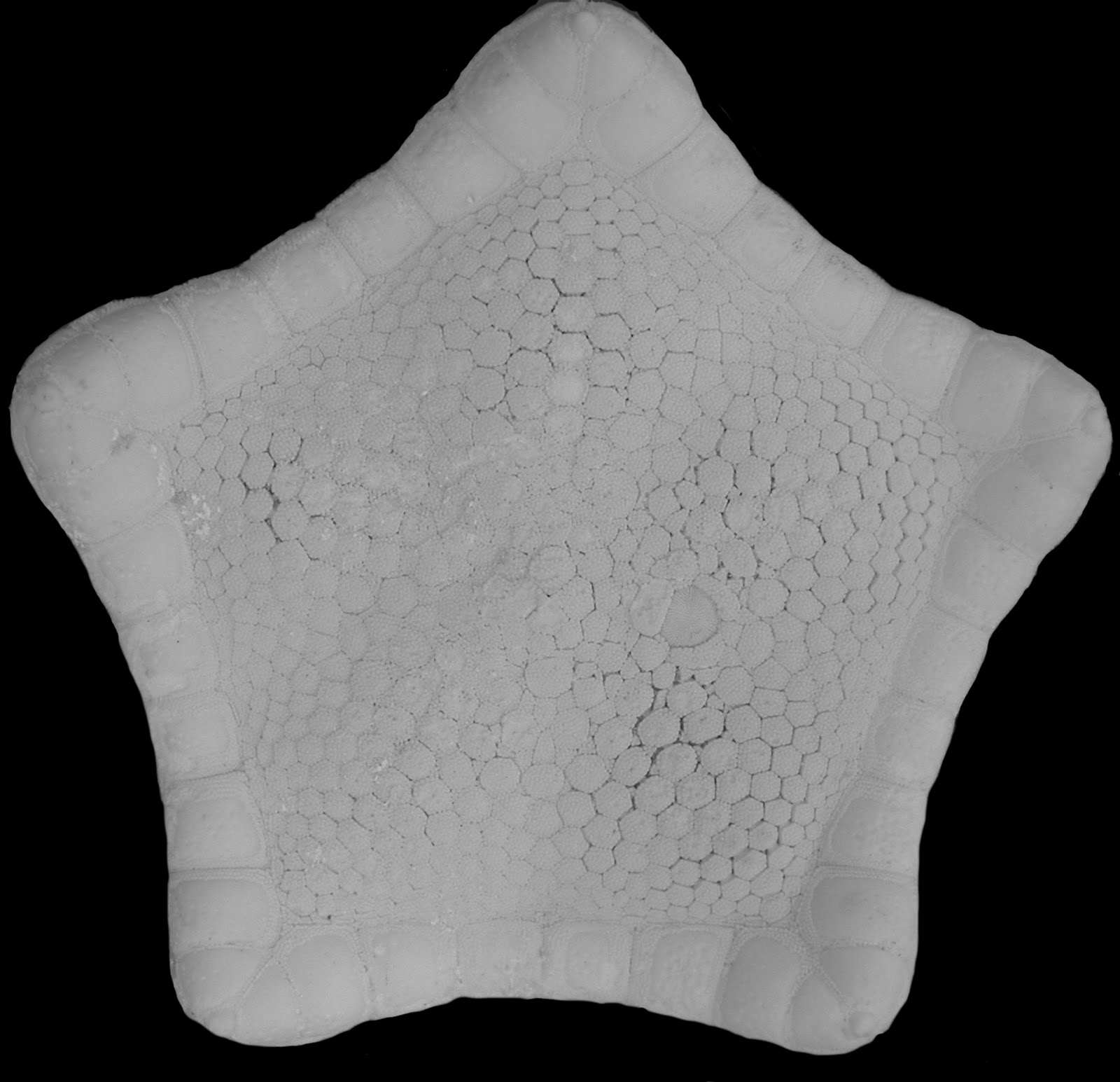
Sphaeriodiscus mirabilis
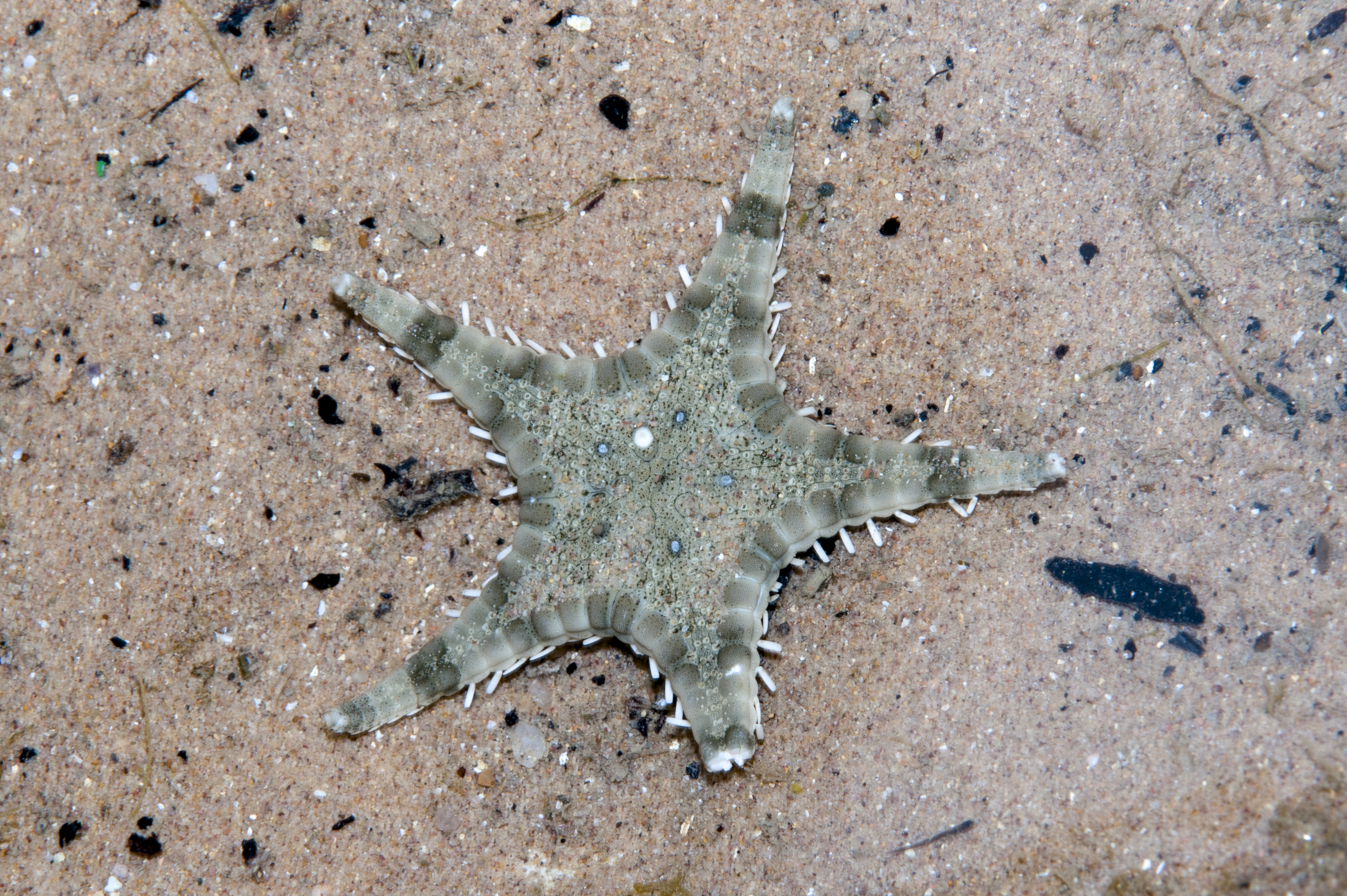
Stellaster childreni
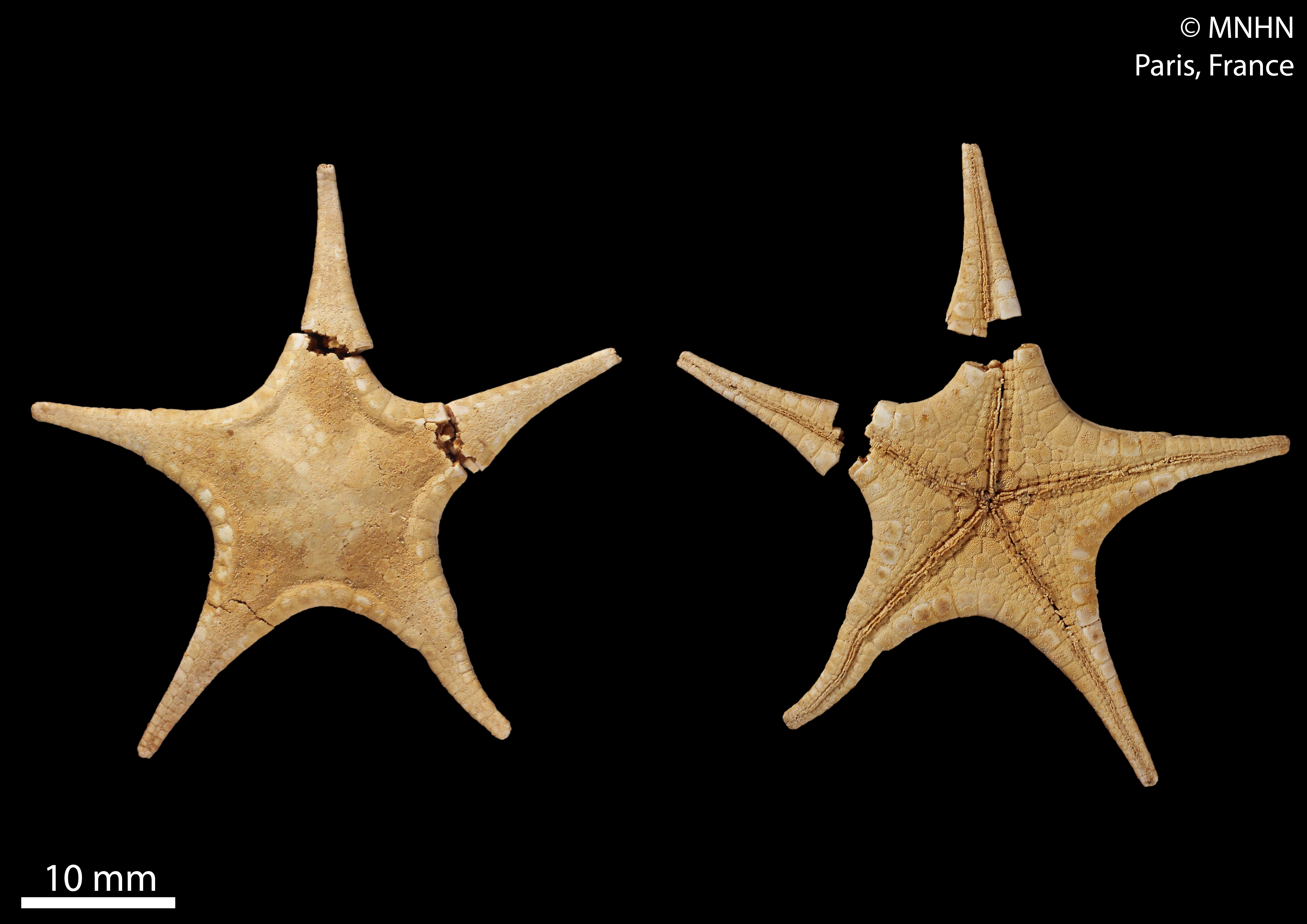
Stellasteropsis fouadi
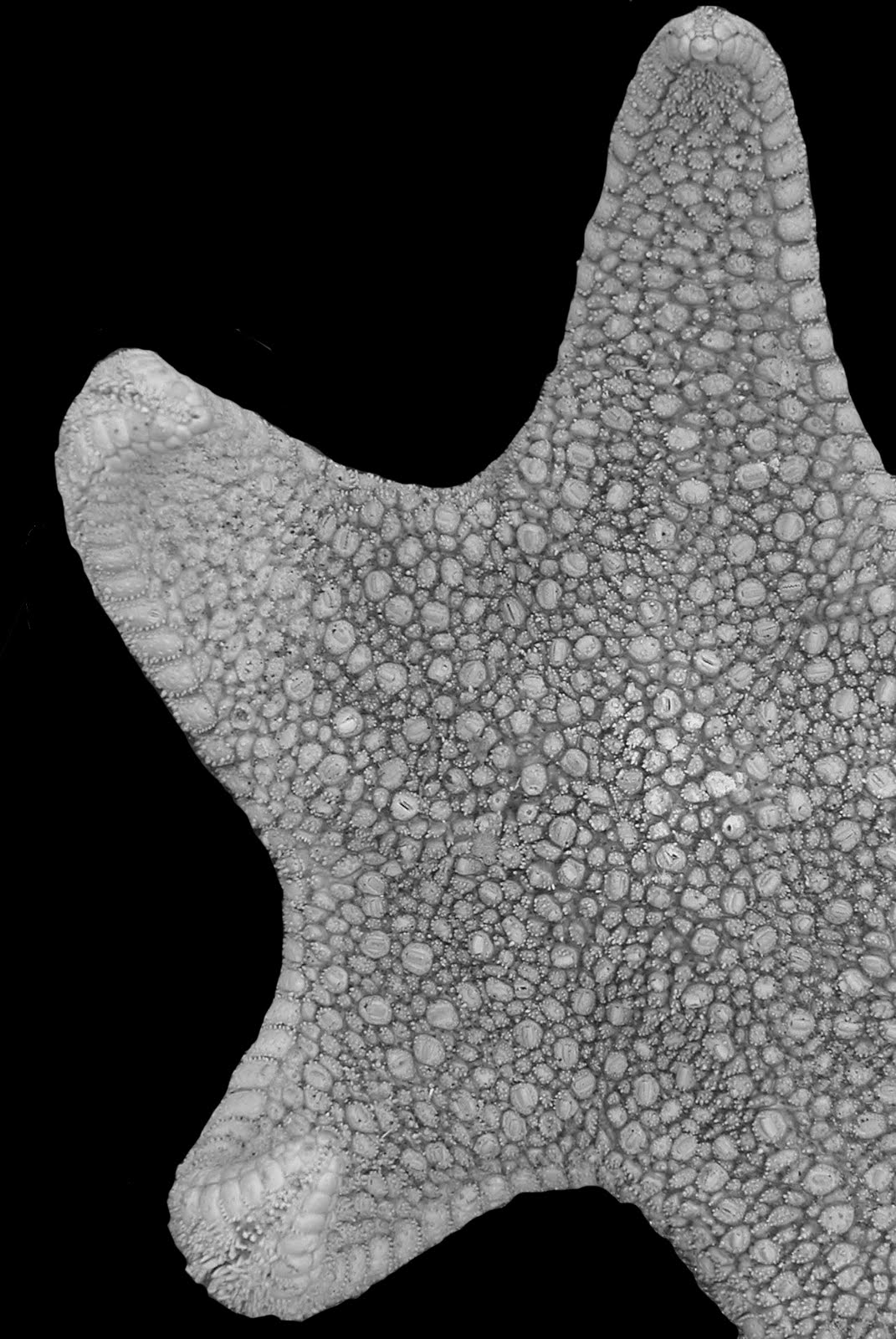
Sthenaster emmae
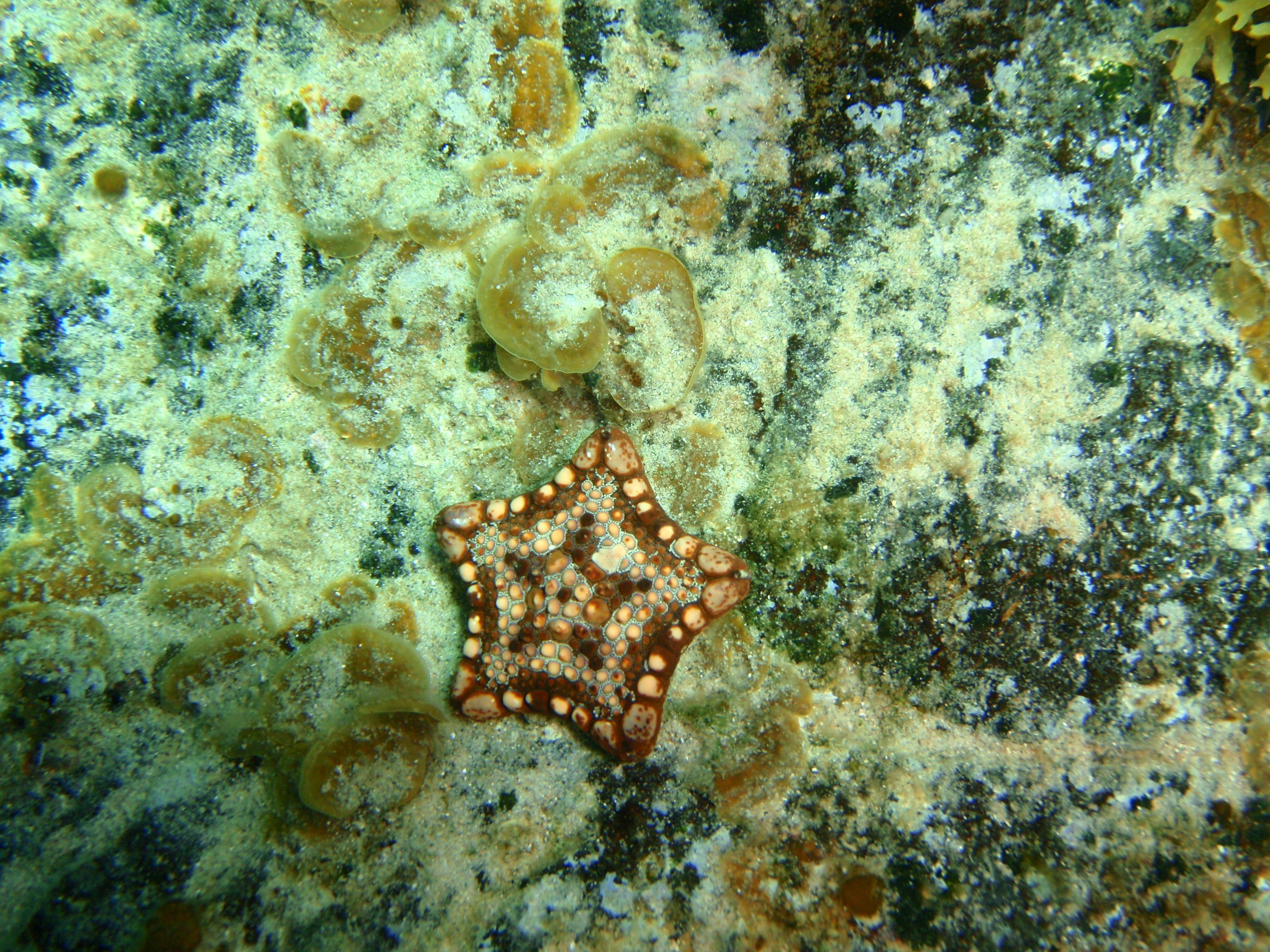
Tosia australis

## Các chi tuyệt chủng
Dựa trên các hóa thạch, các nhà khoa học đã lập một danh sách các chi tuyệt chủng của họ này:
- Bugarachaster Breton 1992
- Buterminaster Blake and Zinsmeister 1988
- Caletaster Breton 1978
- Capellia Blake and Reid 1998
- Cenomanaster Wright 1951
- Chomataster Spencer 1913
- Codellaster Blake and Kues 2002
- Comptonia Gray 1840
- Comptoniaster Breton 1983
- Cottreauaster Wright 1951
- Crateraster Spencer 1913
- Cymbaster Breton and Néraudeau 2008
- Fayoumaster Roman and Strougo 1987
- Fomalhautia Blake and Reid 1998
- Forbesiaster de Loriol 1909
- Fredaster Breton and Néraudeau 2008
- Galbaster Villier et al. 2004
- Haccourtaster Jagt 2000
- Hessaster Gale 2011
- Huroeaster Valette 1915
- Leptogonium Pomel 1885
- Marocaster Blake and Reboul 2011
- Mastaster Mercier 1935
- Metopaster Sladen 1893
- Miopentagonaster Mercier 1935
- Nehalemia Blake 1973
- Noviaster Valette 1929
- Ocalaster Blake and Portell 2009
- Ophryaster Spencer 1913
- Oyenaster Blake and Portell 2009
- Pachyaster de Loriol 1909
- Parametopaster Breton 1992
- Pentetagonaster d'Orbigny 1850
- Pulcinellaster Breton 1992
- Recurvaster Brünnich-Nielsen 1943
- Skiaster Blake and Jagt 2005
- Spenceraster Lambert 1914
- Sucia Blake 1973
- Talecaster Breton 1992
- Teichaster Spencer 1913
- Tomidaster Sladen 1891
- Tylasteria Valette 1929